# ETC

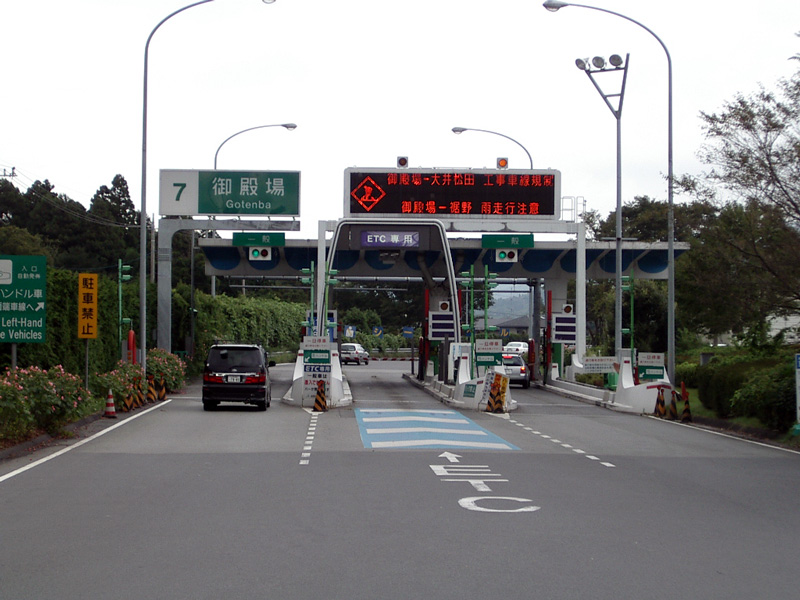
公団時代のETCレーンの設置事例。中央のレーンがETC対応。 - 東名高速道路御殿場IC第一入口

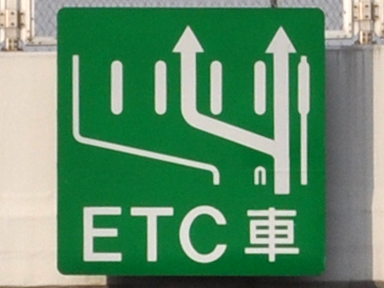
ETCレーンを知らせる標識

電子料金収受システム（英語: Electronic Toll Collection System :エレクトロニック・トール・コレクション・システム, 略称ETC）とは、高度道路交通システムのひとつ。有料道路を利用する際に料金所で停止することなく料金支払いが可能なノンストップ自動料金収受システムで、電子決済（キャッシュレス決済）の一種である。

## 概要
ETCは5.8 GHz帯のアクティブ方式DSRC（狭域通信）による無線通信を利用して通行車両の料金収受を行うシステムである。このDSRCを用いる方式は、ETC2.0でも踏襲されている。
世界各国でも同様の料金収受システムが構築されている。ただし、課金システムや料金所の構造は様々である。
高度道路交通システム（ITS）の一翼を担う道路交通技術であり、ETC車載器を搭載する車が、有料道路の渋滞の原因ともなる料金所を停止することなく通行料金を精算できるシステムであることから、高速道路における交通渋滞の緩和に役立てられている。また、ETCの導入によって曜日や時間帯による割引などの料金設定が技術的に容易となり、混雑を軽減するための料金設定の組み合わせを行うことが可能となった。

### スマートインターチェンジへの効果
ETCの普及に伴い、各料金所において恒常化していた渋滞が減少し、有料道路の出入口に関する施設が小型化できるようになった。そのため従来は建設不可能だった場所にもインターチェンジを建設することが可能となり、ETCでの通行のみ可能とするスマートインターチェンジ（スマートIC）が開発された。
実証実験を経て、2006年（平成18年）10月1日から恒久化された。その後、スマートインターチェンジ単独での建設も進み、利便性の向上が図られている。なお、通常のインターチェンジのETC料金所とは異なって、すべてのスマートインターチェンジにおいては、その通行車両は一旦停止が必要である。

## 日本のETC
日本におけるETCは国土交通省が普及を強く推進していることや、既存の車両へのセットアップが容易なこともあって、正式稼働当初から装着率は上がり続けている。
「ETC」の名称およびロゴマークは、一般財団法人ITSサービス高度化機構（ITS-TEA）の登録商標（第4447876号ほか）となっている。
日本では一般に「イーティーシー」と呼ばれ、ETC車載器のカード未挿入時のエラー音声でも「イーティーシーカードが挿入されていません」とアナウンスされる。
ETCの一般利用開始に伴い、2001年（平成13年）に国土交通省が主催した「ETC愛称コンテスト」により「イーテック」という愛称が付与されたが、ほとんど浸透しなかった。
また首都高速道路ではETC普及推進キャラクターとして「Mr.ETC」が設定されている。  
日本で有料道路の利用者がETCシステムを利用するためには、利用者がETC車載器を購入して車両に搭載の上でセットアップを行い、並行してクレジットカード会社にETCカードの発行を申請し、車載器に挿入する準備が必要となる。有料道路を利用すると、通行料金は自動的にクレジットカード会社を通して口座から引き落とされる仕組みである。車載器・ETCカードともに、一般財団法人ITSサービス高度化機構（旧・一般財団法人道路システム高度化推進機構）がクレジット会社やセットアップ店を通じて利用申請を受け付け、情報配信している。
ETC利用率の向上に伴い、検札目的で設置されていた豊橋本線料金所と米原本線料金所が2007年（平成19年）5月31日正午をもって廃止された。
日本では2015年（平成27年）11月末までに、累計6,975万台（うち1,788万台は再セットアップ件数）の車両にETC車載器が取り付けられた。2024年11月現在のETC利用率は全国平均で95.1 %であり、首都高速道路では全車種の平均で98 %を超えている。
国土交通省と高速道路会社が2020年12月に発表したETC専用化のロードマップによると、今後高速道路の料金所のETC専用化を計画的に進め、都市部では2025年、地方では2030年を目処に、全ての料金所をETC専用化する予定となっている。
なお、2023年6月時点ではETC専用化の認知率は2割にも満たないというデータもあり、認知度の低さが課題となっている。
また道路インフラに対するETC機器の国民負担が普及当初より問題視されている。諸外国では非業務用途の一般市民はETCの機器負担はなく貸与または全額負担であるが、日本は一般市民までも高額な機器の負担を強いている。当初は現金など支払い方法の選択が出来たが、専用インターチェンジが出現し普及が進んでいる現在では利用が困難な方への配慮が課題となっている。

### 日本での歴史
1997年（平成9年）3月、小田原厚木道路小田原本線料金所で業務用車輛を対象とした試験が開始された。同年12月には東京湾アクアラインで路線バスを対象に試験を実施、1999年（平成11年）10月にはORSE（当時）が車載器と路上アンテナの相互接続試験を開始し、またデンソー製車載器が初合格した。2000年（平成12年）4月24日には東関東自動車道での試験が実施され、同年7月1日には福岡高速道路榎田出入口に試験的に先行導入。2001年（平成13年）3月30日に千葉、沖縄地区において一般利用が開始されたのを皮切りに、同年7月23日には三大都市圏の一部区間において、同年11月30日には全国の高速道路において一般利用が開始された。

#### 現況
一般利用が開始された当初は、利用登録料や車載器工事費の負担に加えてETCカードの発行申し込みが必要になり、手続きが煩雑であることから普及は滞っていた。その理由は、インターチェンジにETC専用ゲートを整備しなければならず、さらに料金割引制度を受けたい高速道路利用者が、ETC車載器・ETCカード・セットアップの各費用を用意しなければいけないなど、金銭的な負担とハードウェアへの依存が大きい。そのため、世界で最も高価かつ複雑な料金徴収システムと言われることがある。その原因は、旧建設省、旧運輸省、警察庁の省益がぶつかりあった結果で、より安価なシステムにすることも可能だったと指摘する論評もある。そのため一部の出版社や識者からは、ETC機器を製造販売する組織の既得権益ではないかと指摘されている。
しかし、額面が3万円や5万円の高額なハイウェイカードの偽造問題による廃止や、以前の法人向け割引である別納割引に代わってETC利用が条件の大口・多頻度割引に移行したこと、これを含めて後述のETC割引制度が拡充されたこと、車載器の価格低下と助成金交付により、主に深夜に長時間走行する長距離トラック、高速バスや観光バスを中心に急速に普及した。2006年（平成18年）4月1日以降はハイウェイカードが利用できなくなったため、普及がさらに加速した。
2009年（平成21年）3月から始まった地方高速上限1,000円制度と、それに合わせて復活した台数限定の助成制度で購入希望者が急増。しばらく車載器の生産が追いつかないほどの状態が続き、仕入れ価格がメーカー希望小売価格を上回るほどに高騰したため、助成がすでに終了した同年7月時点でも、入手が困難な状態が続いていた。
民主党は高速道路無料化をマニフェストで提唱し、2010（平成22）年度には高速道路無料化社会実験を一部路線で実施した。完全無料化が実施されると、無料化対象外の都市高速道路や地方道路公社路線を除いてETC車載器の需要がなくなるため、製造企業は政権交代前後の時期に生産を停止していた。
しかし、2011年（平成23年）3月11日に発生した東日本大震災の影響もあり、高速1,000円の社会実験は同年6月30日をもって停止された。
2012年（平成24年）1月1日から首都高速道路と阪神高速道路（京都線を除く）の通行料金制度が均一料金制から距離別料金制へ移行し、ETC非搭載車の両高速の通行料金が値上げとなった（当初は2009年度から実施予定だったが、経済情勢悪化などの事情から実施が見送られていた）。そのためETCがさらに普及し、2021年4月現在の利用率は93.3 %に達した。2021年5月1日からは名古屋高速道路においても、同様に通行料金が均一制から距離別料金制に移行している。

#### 利用率の推移（統計）

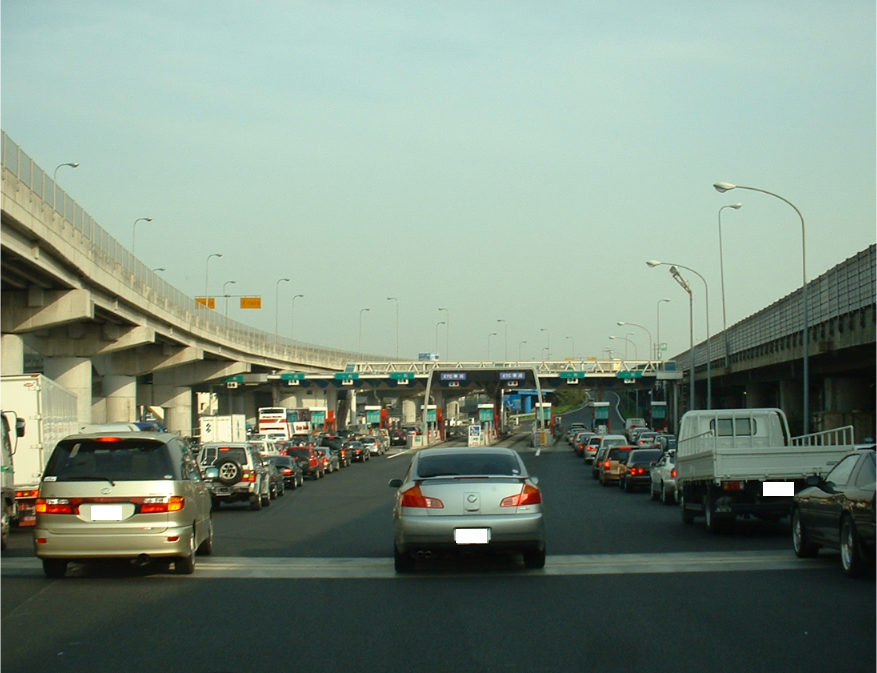
ETC運用初期の料金所の状況の一例。ETC専用レーン（中央）と比較して、一般レーン（両側）は渋滞している（JH時代、2004年4月撮影）

| 年・月    | 利用台数/日 | 利用率 | うちETC2.0利用台数/日 | うちETC2.0利用率 | 備考 |
| --------- | ----------- | ------ | --------------------- | ---------------- | ---- |
| 2001年4月 | 7万2千台    | -      |                       |                  |      |
| 2002年4月 | 11万4.6千台 | 2.0 %  |                       |                  |      |
| 2003年4月 | 36万1.3千台 | 5.6 %  |                       |                  |      |
| 2004年4月 | 125万6千台  | 17.3 % |                       |                  |      |
| 2005年4月 | 283万1千台  | 37.9 % |                       |                  |      |
| 2006年4月 | 443万6千台  | 58.5 % |                       |                  |      |
| 2007年4月 | 513万2千台  | 66.7 % |                       |                  |      |
| 2008年4月 | 559万5千台  | 72.8 % |                       |                  |      |
| 2009年4月 | 597万4千台  | 79.4 % |                       |                  |      |
| 2010年4月 | 660万8千台  | 84.2 % |                       |                  |      |
| 2011年4月 | 687万4千台  | 81.4 % |                       |                  |      |
| 2012年4月 | 675万6千台  | 86.8 % |                       |                  |      |
| 2013年4月 | 704万3千台  | 88.2 % |                       |                  |      |
| 2014年4月 | 699万3千台  | 89.1 % |                       |                  |      |
| 2015年4月 | 705万7千台  | 89.2 % |                       |                  |      |
| 2016年4月 | 722万5千台  | 89.8 % | 12万1千台             | 1.5%             |      |
| 2017年4月 | 741万1千台  | 90.5 % | 107万台               | 13.1%            |      |
| 2018年4月 | 742万7千台  | 91.3 % | 134万1千台            | 16.6 %           |      |
| 2019年4月 | 773万5千台  | 92.1 % | 164万6千台            | 19.7 %           |      |
| 2020年4月 | 560万0千台  | 93.2 % | 153万0千台            | 25.7 %           |      |
| 2021年4月 | 731万7千台  | 93.3 % | 205万2千台            | 26.4 %           |      |
| 2022年4月 | 771万2千台  | 93.9 % | 232万7千台            | 28.5 %           |      |

#### 年表
- 1994年9月 : 建設省、道路四公団によって、ノンストップ自動料金徴収システム共同研究推進委員会が設置される。
- 1997年3月 : ETCの通信方式に関する電技審答申が出る。
- 2001年11月30日 : ETC期間限定特別割引開始（申込:2002年6月30日まで。利用:2004年6月30日まで）。
- 2002年7月19日 : ETC前払割引サービス開始。
- 2002年11月 : ETCノンストップ走行時の障害者割引の適用開始（要申込）。
- 2003年7月19日 : 高速道路の長距離割引社会実験開始（2004年3月18日終了）。
  - 現行のETC深夜割引とは異なる、300 km以上の利用に対する割引率の上乗せという内容であった。
- 2004年3月 : 高速道路網を形成する路線のほぼ全ての料金所に整備を完了。
- 2004年11月1日 : ETC深夜割引開始。
- 2005年1月11日 : ETC通勤割引およびETC早朝夜間割引開始。
- 2005年4月1日 : 別納割引を廃止し、大口・多頻度割引に変更。
  - 利用者への周知不徹底により、開閉バーと車が接触するトラブルが2,000件以上発生。
- 2005年4月1日 : ETCマイレージサービス開始。
- 2005年10月: ETC利用率が50 %を突破[17]。
- 2005年11月11日 : 二輪車によるETCの一般モニターによる試験利用開始。
- 2005年11月29日 : ETCパーソナルカード申込受付開始。
- 2005年12月20日 : ETC前払割引サービスの内、前払金の支払（積み増し）の受付など一部サービスを終了。
- 2005年12月25日 : ETC車載器のセットアップ累計台数が1,000万台を突破[18]。
- 2006年9月 : 首都高速道路の月間ETC利用率が70%を突破。
- 2006年11月1日 : 全国の高速道路においてバイクによるETCの一般利用開始。
- 2006年頃から : ETC非搭載のバイクとの接触事故を防ぐため、バーの長さを短くする。
- 2007年11月 : ETC車載器のセットアップ累計台数が2,000万台を突破[19]。
- 2008年4月 : 首都高速道路の月間ETC利用率が80 %を突破。
- 2008年12月 : 全国でのETC利用率が75 %を突破[17]。
- 2009年3月 : 政府はリーマンショックを受けた経済対策の一環として、休日特別割引（俗に言う地方高速上限1,000円）を2年間限定で開始。
  - 割引内容の周知のため、高速道路会社は問い合わせ体制を強化したほか、割引条件等を詳しく掲載した無料パンフレットを、サービスエリア・パーキングエリア・料金事務所で配布した。
- 2009年5月 : ETC車載器のセットアップ累計台数が3,000万台を突破[19]。
- 2009年5月 : 全国でのETC利用率が80 %を突破[17]。
- 2010年9月 : ETC車載器のセットアップ累計台数が4,000万台を突破[19]。
- 2012年1月 : 首都高速道路の月間ETC利用率が90 %を突破。
- 2012年1月 : 全国でのETC利用率が85 %を突破[17]。
- 2012年8月 : ETC車載器のセットアップ累計台数が5,000万台を突破[20]。
- 2014年3月 : ETC車載器のセットアップ累計台数が6,000万台を突破[20]。
- 2016年6月 : 全国でのETC利用率が90 %を突破[17]。
- 2017年10月10日 : 国土交通省がETC暗号化方式の変更を発表[21]。
- 2021年12月 : 首都高速道路、NEXCO東日本、NEXCO中日本が首都高速道路の一部路線・中央道・圏央道・東京外環道のそれぞれ一部のインターチェンジを2022年春からETC使用車のみ利用できる「ETC専用料金所」として運用を開始することを発表[22][23][24]。
- 2030年頃までの予定（早まる可能性あり） : ETC暗号化方式の変更により初期のETC2.0車載器を含めて多数の車載器が使用不能となる。引き続きETCを使い続けるためには利用者が車載器を買い換えなければならない[25]。

## 車載器の機構と使用法

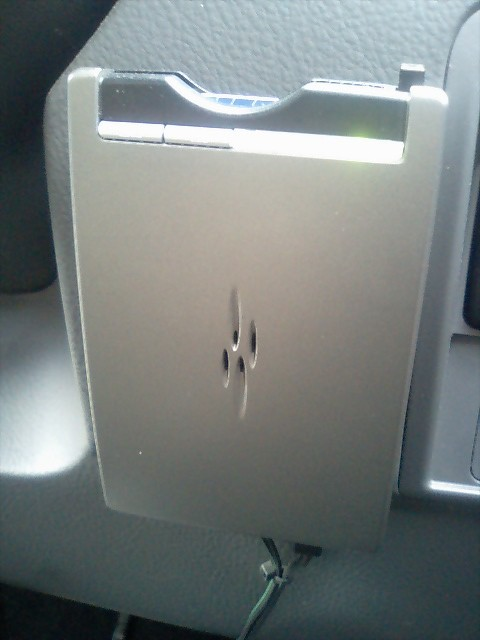
ETC車載器 本体部

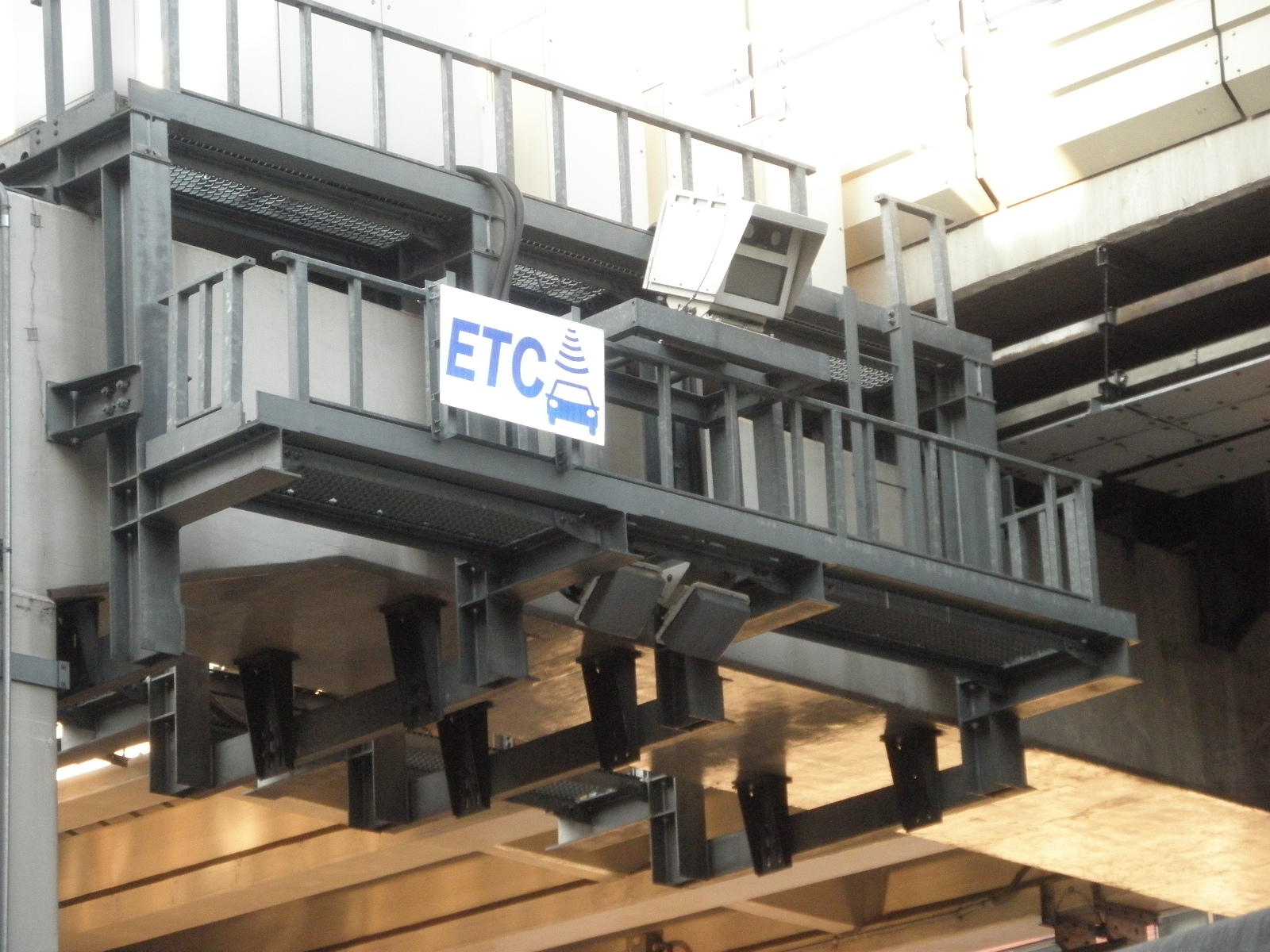
首都高速出口に設置されているフリーフローETC

ETC車載器（以下、車載器）を導入した自動車が料金所のETCレーンに進入すると、無線通信により車載器と料金所の間で料金精算に必要な情報（車両の情報、ETCカードの番号、入口料金所、出口料金所、通行料金など）が交換される。通信が正しく行われ、情報に問題がなければ、ETCレーンに設置された発進制御棒（以下、開閉バー）が開き、車両は停止せずにそのままレーンを通過できる。ETCレーンを通過する際はETCカードをあらかじめ車載器に挿入し、車載器によるカードの認証を終えている必要がある。車載器がカードの認証を終えていない場合、または通信中に何らかの異常があった場合や情報が正しくない場合などには開閉バーが開かず、料金所を通過できない。なお、無線通行をしない場合は「一般」または「ETC/一般」の表示があるレーンを利用する。この場合、対応している有料道路であればETCカードを料金精算に利用できる（ETCレーンがない場合を参照）。
車両が通過する度に料金車種を判別しているわけではなく、車載器から発信される情報を元に料金を徴収している。すべての通過を画像で撮影もしているので、不正利用などで登録が異なる通行は事後に精査されて徴収される。悪質な場合にはそれぞれの運営会社の規約に則って罰則があり、刑事事件になることもある。そのため車載器にはあらかじめ設置する車両の情報を登録しなければならない（#セットアップを参照）。
料金所にはアンテナや車両検知器などの「路側装置」が設置されており、ETCカードをセットした車載器と交信が行われ課金情報をカード会社に送信され、課金情報をもとにユーザーに請求が行われる。また、車載器側にも課金情報を送信するため、文字表示機能や音声にて課金情報を即時に知ることができる。

### 車載器の種類

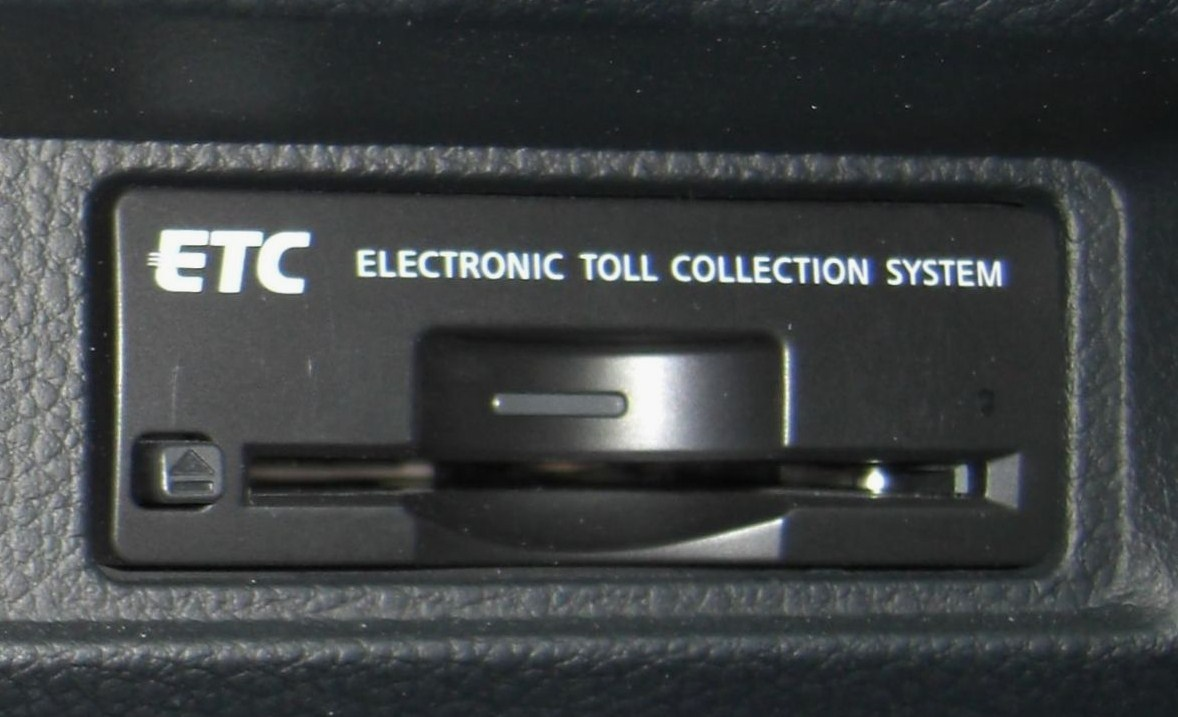
ETC車載器 ビルトインタイプ

ETCの車載器をハードウェアの形式で分類すると、無線通信を行うアンテナ部を別ユニットで持ち、ETCカードと併せて3つのパーツから成り立つ3ピース（アンテナ分離型）と、アンテナ部を内蔵した2ピース（アンテナ一体型）の二つのタイプがある。
ソフトウェアの機能で分類すると、カードの入れ忘れなどをブザーで知らせるタイプと、音声で料金などを案内するタイプの二つがある。連動したカーナビゲーションで利用履歴を文字表示できるものもある。
また2009年以降、車載器のDSRC通信を利用してITSスポットでのETC2.0サービスを利用するための機能を搭載した機器も開発・発売されている。対応車載器は「ETC2.0対応車載器」または「DSRC車載器」として従来型ETCとは差別化している。通常のETC車載器として利用できるだけでなく対応カーナビゲーションと連動させることでサービスを利用することができるものや、カーナビゲーションを必要としない発話型車載器が発売されている。（後述の#ETC2.0対応車載器も参照のこと）。

### セットアップ
車載器には、あらかじめ設置する車両の情報を登録しなければならない。これをセットアップといい、車載器がセットアップされていない場合、無線通行は利用できない。車両の入れ替え、車載器の譲渡などで車載器を別の車に移す場合には再セットアップ（作業自体は通常のセットアップと同じ）を行う必要がある。セットアップが行われていればどのETCカードでも利用可能であり、料金は利用時に挿入されているETCカードの契約者が支払う。なお、セットアップは有料で、セットアップ店というITS-TEAに登録された店舗でしか行えないようになっている。
セットアップ方法は以下の2通り。
- オンラインセットアップ

ITS-TEAとセットアップ店間で、情報をオンラインで送受信する。ETCカードがあれば当日から利用できる。
- オフラインセットアップ

セットアップ情報を郵便かFAXで伝達する。完了までおおむね1週間ほどかかる。
セットアップは以下の流れで行われる。
1. セットアップ店にて「セットアップ申込書」を記入しITS-TEAに申請する
2. ITS-TEAが「セットアップ情報」を生成しセットアップ店に伝達する
3. セットアップ情報が書き込まれた「ETCセットアップカード」を車載器に読み込ませる[29]
4. 「セットアップ証明書」が渡される

### ETCカード
ETCカードは、キャッシュカードの国際規格（ISO/IEC 7810 ID-1）と同じサイズのプラスチックカードに、ICチップと車載器との接続のための端子を埋め込んだICカードである。ICチップにはあらかじめカード固有の情報が書き込まれている。また、ETC利用時に必要な情報について車載器がICチップの情報を読み書きする。料金の履歴を保存することができ、この履歴は車載器の操作で合成音声で読み上げたり、専用のプリンタを用いて明細を印字することができる。
接触式ICカードであるため、接点汚損・破損による接触不良によるエラーが発生するほか、夏季の車内などでETCカードが高温下に放置されたことにより不具合が生じ、路側機と通信できずゲートが開かないといったトラブルが生じることもある。
ETCカードには以下の種類がある。

#### ETCクレジットカード
クレジットカードの発行会社が、ETC利用者に貸与するETCカード。次項のETCパーソナルカードが登場するまで、個人の利用者はETCクレジットカードを利用するしかなかった。
- ETCクレジットカードの申し込みは、クレジットカードと同時に新規に申し込む場合を除いて、あらかじめETCカードの発行に対応するクレジットカードを所持する必要がある。提携先の意向により非対応にされているカードもあるので注意を要する。通常のクレジットカードと同様、契約には審査が必要であったが、カードショッピング機能がないカード「JAF ETC会員証」も存在した（2011年3月末日で発行終了）[30]。
- ETCクレジットカードは全てのカード会社で、主契約のクレジットカードとは別にETC専用のものが発行され、クレジットカードが親、ETCカードが子の関係となる。後述の通り、ETCカード支払いも親カードの利用残高に合算される。
  - かつてはカード会社によっては、通常のクレジットカード上にETC専用またはICクレジットと共用の接触ICチップを搭載した一体型を発行していた。一体型カードについては、カード、または車両とカードが同時に盗難に遭った場合の危険性や、再発行までの不便さが親子分離型と比べて増大する。2018年6月の割賦販売法の改正に伴い、一体型カードは廃止となり、親子分離型での発行となっている。
- 上記のETCカードを車内に置いた状態で車両ごと盗難に遭った場合の不正利用については、通常のクレジットカード同様の盗難補償が適用される場合と、会員の過失としてカード利用を停止するまでの実損額を会員負担とするカード会社がある。あらかじめ規約で確認することが望ましい。
- 通行料金は、ETCカード申込み時に指定したクレジットカードのショッピング一括払いの利用として取り扱われ、ほかのクレジットカード利用分と合わせて金融機関の口座から引き落とされる。リボルビング払い専用カードでは、ETC利用分もリボルビング払いとなるものが多い。
- NEXCO東日本が三菱UFJニコスと提携して発行する「E-NEXCO pass」や、NEXCO中日本が同じく三菱UFJニコスと提携して発行する「プレミアムドライバーズカード」ではポイントを高速道路料金の支払いに還元することができる。
- イオンクレジットサービスが発行するETCカードには「ETCゲート車両損傷お見舞金制度」がある。
- ETCクレジットカード申込み時に、カード会社が斡旋して、車載器本体とセットアップを合わせて1万円以下で提供するサービスがある。
- ETCマイレージサービスが利用できる。

#### ETCパーソナルカード

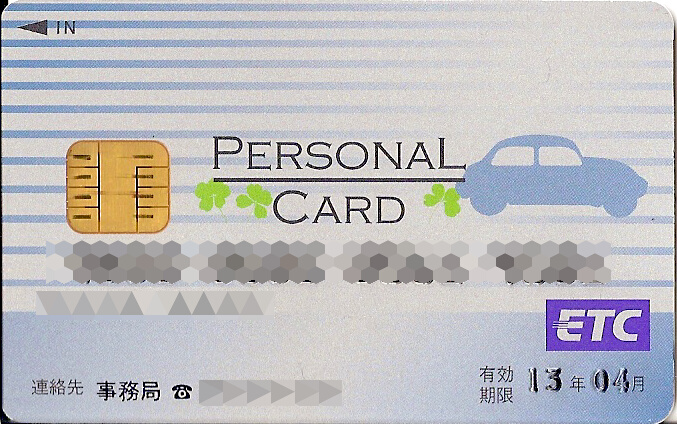
パーソナルカード

クレジットカードの契約ができない、あるいは契約を望まない高速道路利用者からの、ETCを利用したいという要望に応えて企画されたETC利用者識別情報カードである。ETCシステムの全国一般運用開始からほぼ4年後、2005年11月29日に発行開始された。高速道路6社（東日本高速道路株式会社、中日本高速道路株式会社、西日本高速道路株式会社、首都高速道路株式会社、阪神高速道路株式会社、本州四国連絡高速道路株式会社）が共同で発行し、ETC利用者に貸与する。通常クレジットカードの発行に必要な「審査」に代わり、デポジット（預託金）を預託することで発行されることが、一般のETCカードとの違いである。
- 通常のETCカードと同様、ETCマイレージサービスが利用でき、各種割引サービスが受けられる。
- ETCパーソナルカードの契約には6社を代表する「ETCカード事務局」に利用申込書を提出する。このとき月平均利用の見込み額、年間の最高利用月見込み額を申告する。ETCカード事務局は内容を審査の上、申込者にデポジットの金額を通知する[注釈 3]。申込者は通知された金額を郵便振替又はコンビニエンスストアで払い込み、これをETCカード事務局が確認した後、申込者にETCパーソナルカードが貸与される。
- デポジットは前払金ではなく、支払いには充当されない。解約の場合には、未払金の支払い後にデポジットが返還される。
- 通行料金は毎月末日を締め日として1か月ごとに集計され、翌月27日に、申し込み時に指定した銀行の預金口座、または郵便貯金の通常貯金口座から引き落とされる。特に指定する場合を除いてNEXCO中日本が6社を代表して収納事務を行う。
- 年会費1,257円が必要となる。これも通行料には充当されない。なお、2009年3月1日から2011年3月31日までの新規入会者は、初年度の年会費が無料であった[31][32]。このキャンペーンの背景には、要望に応えてETCパーソナルカードを企画したものの思ったより普及が進まず、アンケート調査の結果、デポジット制の面倒くささや理解のしにくさもさることながら、年会費の高さが普及を阻害していることが判明したためである。
- 利用額の実績が申告より多い場合、デポジットの追加払込を要求されることがある。追加払込を拒否したり、月初からの累計がデポジット額の80%を超えた時点でサービスは停止する。したがって、デポジット額を少なく抑えるために過少申告すると、月の途中でETCを使えなくなって利用者自身が不便をこうむることになる。ただし短期的、例えば1ヶ月だけ申告より利用額の実績が多くなった場合には、その旨を事務局に説明すればデポジット額の80%を超えない限り、即サービスを停止されることはない。
- 上述の通り、ETCパーソナルカードの申し込み先は、クレジットカード会社ではなく高速道路6社である。発行にクレジットカードの契約は不要で、加入審査をパスするための担保は信用供与ではなく、預託金による物的保証である。よって信用情報機関の利用や登録も行われない。なお、クレジットカード会社を通さないため、暴力団関係者が利用できた時期がある（問題点に後述）[33]。

#### ETCコーポレートカード
NEXCO各社が発行し、大口・多頻度割引の利用者に貸与するETCカード。
- NEXCO各社に申込書を提出し、信用保証または預託金の納付などの必要な手続きの後、ETCコーポレートカードの貸与を受ける。
- 法人だけでなく、個人でも利用が可能。
- 1台の車両に対して1枚のETCコーポレートカードが貸与される。カードと車両の組み合わせは貸与の時点で決まっており、再発行手続き中などで発行会社が特に他車での利用を承認している場合を除いて、カードに表示された車両で利用しなければならない。異なる車両で利用した場合に不通過の措置はないが、割引の不適用などのペナルティがある。また、違反を繰り返した場合は割引制度の利用停止の措置を受けることがある。
- 通行料金は毎月末日を締め日として1か月ごとにカードを発行した道路会社から請求され、翌月末までに支払う。
- ETCマイレージサービスは利用できない。
- 事業者によっては、ETCコーポレートカード専用の割引制度がある。

#### 公務カード
警察や消防などにNEXCO3社や高速道路会社が発行する公務通行用カード。一般人は利用できない。
発行する高速道路会社のETC料金所を無払いで通過できる。ETCマイレージサービスの利用が可能かは不明である。
ETCコーポレートカードと同様にカードと緊急自動車との組み合わせは決まっており、他の車両での使用はできない。

#### ETCレンタルカード
トヨタレンタリースほか大手レンタカー業者では、自前のETCカードを持たずに来店したレンタカー顧客向けにETCレンタルカード貸与サービスを提供している。利用料金は、業者、利用条件によって異なるが、1回330円（2022年8月現在）が多い。利用者は営業所でチェックアウト（借出）時に利用契約書に署名し、チェックイン（返車）時に実際に使用した道路料金を営業所の端末で読み出して精算すればよく、日本国内に金融拠点（銀行やクレジットカード口座）を持たない外国人でも簡単に使用できる。

## 料金所の路側機器
ETC対応レーンの路側装置は、手前進入口側より順に以下のように設置されている。ただし、これは一例であり料金が対距離料金制か均一料金か、対距離の入口か出口かによって設備構成に多少の違いがある。
1. 車両検知器1
2. 車両検知器2
3. 無線アンテナと運用表示板
4. 車両検知器3
5. 収受ブース
6. 路側表示器
7. 車両検知器4
8. 開閉バー
9. 監視カメラ

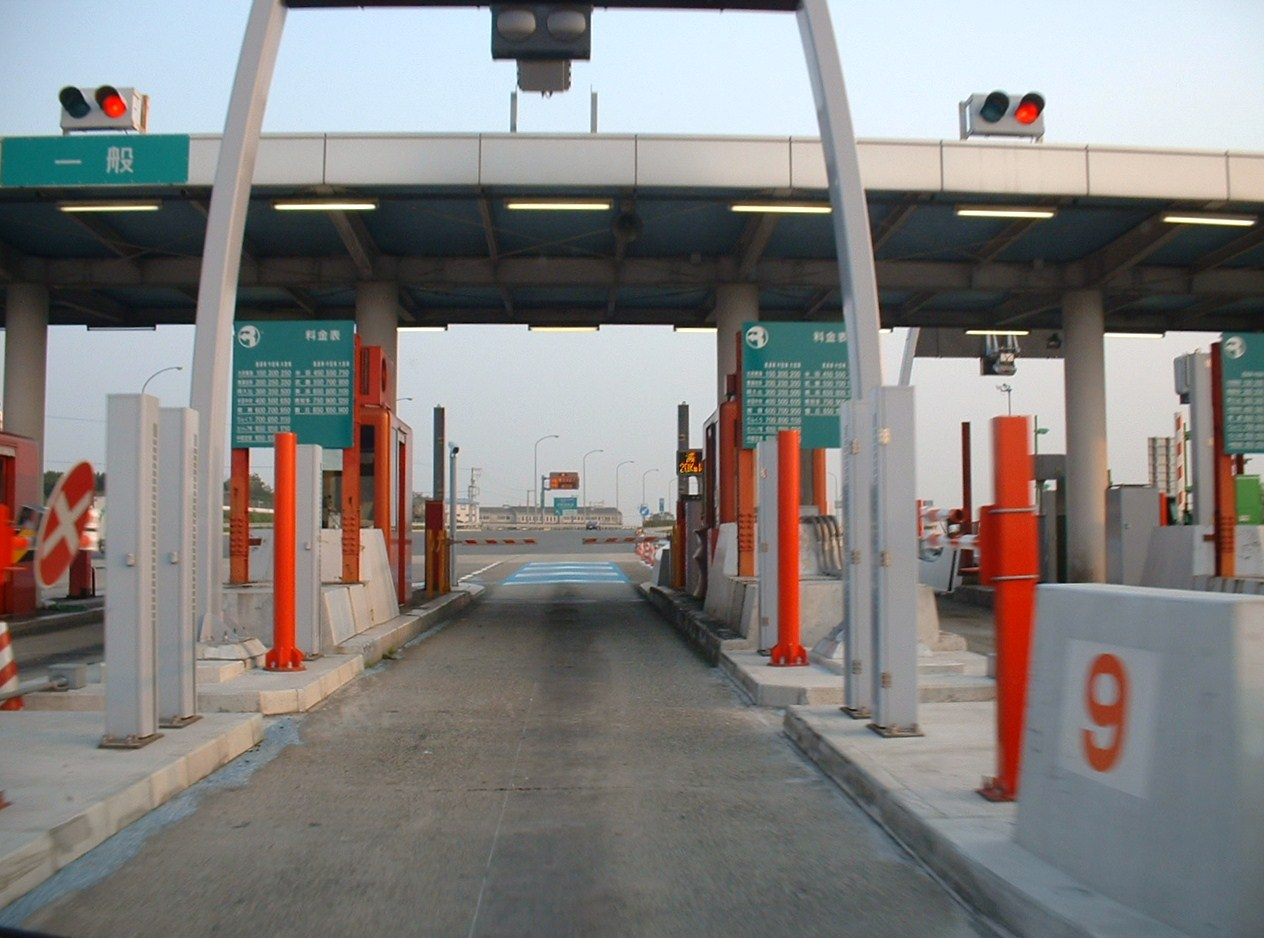
ETCレーンの路側機器の例。導入している高速道路会社や導入時期により複数のタイプが存在する

（このレーンを使用した運用については、#ETCレーンにて説明）

### ETCレーン

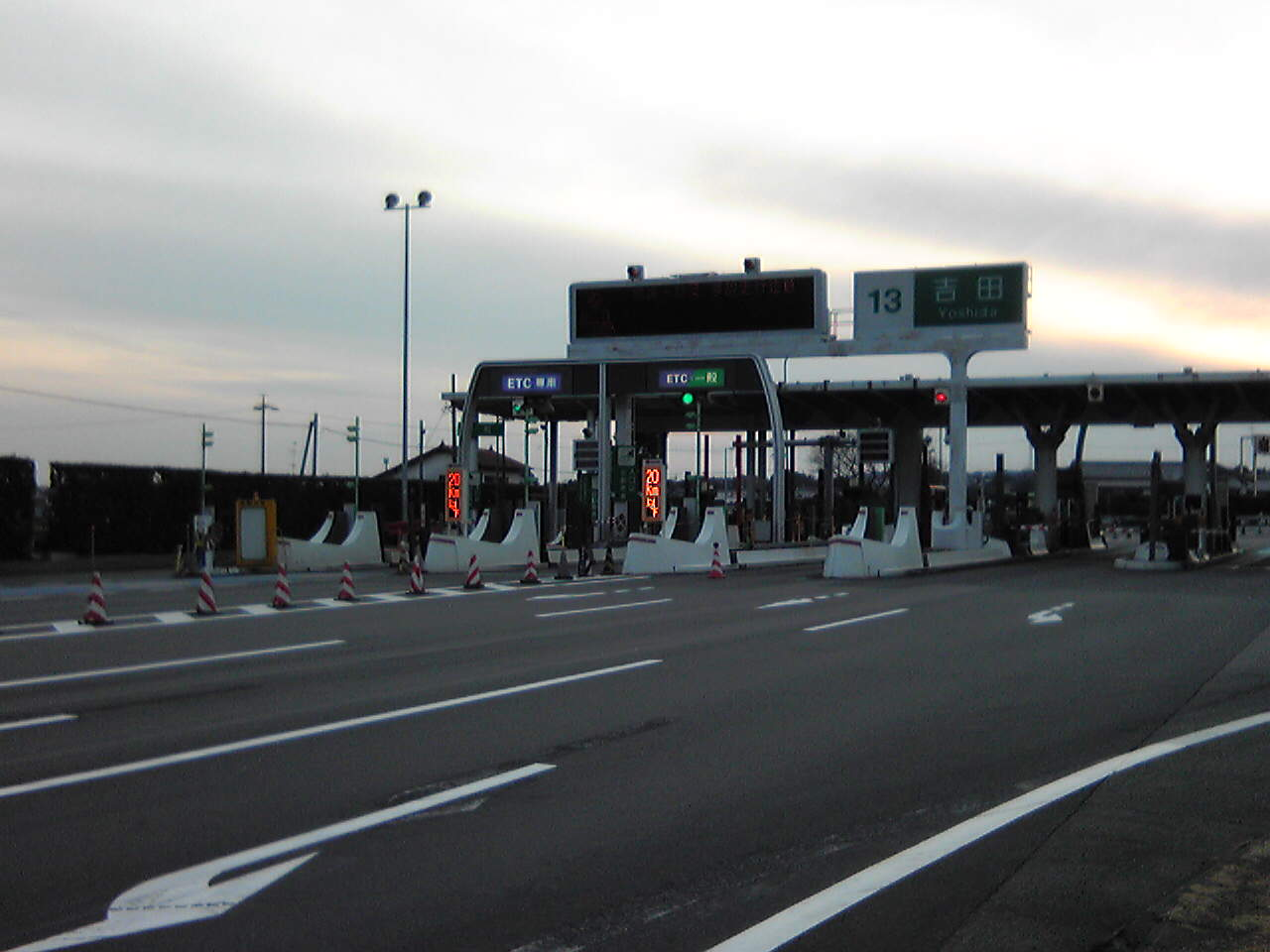
3車線あり、第2車線は「ETC専用」、第3車線は「ETC / 一般」となっている。ここでは、上記の2車線がETCを利用できる。 - 東名高速道路吉田IC

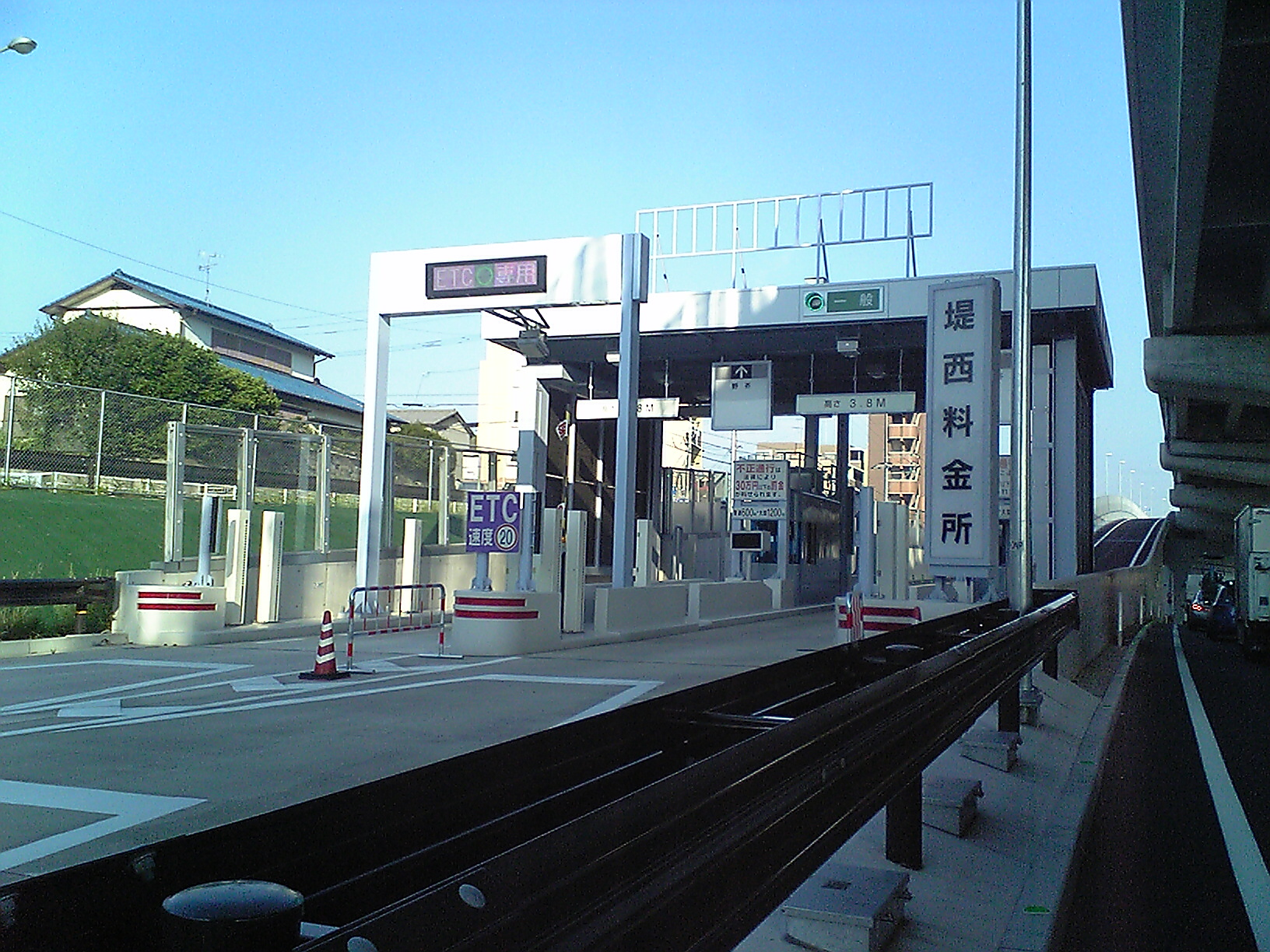
左側の車線が「ETC専用」レーンとなっている。また、右側の車線は「一般」レーンである。 - 福岡高速道路堤西料金所

ETCの設備を備えた車線（ETCレーン）は以下の形態で運用される。単にETCレーンという場合、「ETC専用」および「ETC / 一般」で運用されている車線を指す。
登場初期は「ETC」（「専用」などの表記なし）と表示されていた。
- ETC専用 (背景紫色に白文字(ETC専用又はETC))
  - ETC無線通行専用の車線。この状態の場合、車載器未搭載など無線通行ができない車（一般車）の誤進入を防ぐため、車線の通行可否を表す信号灯が消灯している[注釈 4]。2010年代に入ってからは紫の信号灯が点灯するものも登場し、2020年代に入ってからはこの紫の信号灯のタイプに更新された料金所も増えている。都心部や交通量が多い料金所では混雑時に「ETC / 一般」レーンに切り替わることがある。なお、収受員のブースや通行券発券機がない純粋な「ETC専用」レーンが設置されることがある[注釈 5]。
- ETC / 一般 (ETC / 一般)
  - ETC無線通行車と一般車の両方に対応する車線。混在レーンともいう。「ETC専用」レーンと同様に開閉バーが備えられており、一般車の場合は通行券を受け取るか係員に料金を支払うと開閉バーが開く。なお、この車線ではETC無線通行車と一般車の利用が混在しており、後者については通行券の受取や料金支払い等のため一時停止する。また、料金所によってはETCカードを挿入したままの場合、（回数券等で）係員に料金を支払ってもETCが作動し別途課金されることがある[35]。また、ETC車の入場処理･一般車の通行券発券ともに自動化されている事から、対距離料金式の高速道路では入口に設置されるケースが多く、特に料金所のレーンが2車線しか無い場合には、ETC車の通行円滑化を目的にETC専用レーンとETC/一般レーンで運用するケースがある。一方、車線数の多い料金所では、時間帯に応じて専用と混在を切り替えて運用する事も多い。なお、混在レーンとして運用されるレーンについては、混在運用時に一般車の通行がある事、運用状況に応じて専用･混在の切り替えが発生する事から、後述のETC専用レーンにある予告標識での案内や誘導舗装が実施されていない事がある。
- 一般 (背景緑色に白文字(一般))
  - ETC無線通行の運用をしない車線。通行方法はETCレーンがない場合を参照。ETCに対応する有料道路でETC無線通行設備がない料金所の車線もこの表示がされている。入口はETC導入以前より通行券が自動発券される為無人である一方、出口では基本的に有人のスポットが設けられているが、一部料金所では精算機を導入して無人化している所もある(この場合、精算機導入レーンでは一般の横に精算機と併記していることが多い)。この場合もETCカードを投入して精算可能となっている。

なお、一部のインターチェンジではスマートICとは異なる「ETC専用出入口」が存在し下記の形態で運用されている。
- ETC専用 (背景紫色に白文字(ETC専用又はETC))
  - 前述の ETC無線通行専用の車線。
- ETC / サポート (ETC / サポート)
  - ETC無線通行車と誤進入車の両方に対応する車線。混在レーンともいう。「ETC専用」レーンと同様に開閉バーが備えられており、誤進入の場合係員に問い合わせを行うことが可能。なお、この車線ではETC無線通行車と誤進入車の利用が混在しており、後者については問い合わせのため一時停止する。
- サポート (背景白文字に黒文字(サポート))
  - ETC無線通行の運用をしない車線。誤進入車に対して対応を行う車線である。

ほとんどの料金所には、ETCレーンの方向予告標識と車両を誘導する舗装がある。誘導舗装の多くは「＾」型が薄青色の地に白色で表示されている(＾)標示である。また一部のインターチェンジの入口ランプウェイ・出口付近やサービスエリア (SA) ・パーキングエリア (PA) の出口付近にはETCカードの未挿入を警告する予告アンテナが設置されている。さらに一部の本線料金所には、車線運用を予告する表示器が前述の方向予告標識の上部に設置されている。

#### ETCレーンがない場合
ETCに対応している有料道路において料金所にETCレーンがない場合、またはレーンはあるが前車のトラブルや設備工事といった理由により閉鎖され利用できない場合、もしくはやむを得ず「一般」レーンを利用する場合は、以下の手順で通行すればETCカードで料金の精算ができる。
- 対距離料金（入口発券・出口精算方式）の場合
  - 入口料金所にETCレーンがない場合
    - 入口料金所では通行券を受け取る。出口料金所では一般レーンに進入し、収受員に通行券とETCカードを渡す（自動精算機が設置された一般レーンの場合は、通行券挿入口に通行券を挿入後、ETCカード挿入口にETCカードを挿入する。出口でETC専用レーンに進入した場合、ETCカードに入口情報が無いため、開閉バーは開かない）。この場合、ETC割引制度も適用可能だが、車載器を搭載していることを証明する書類を支払時に提示する必要がある（ETC割引を適用する為には車載器搭載が必須の為。精算機の場合はインターホンで係員を呼び出し、精算機のカメラに搭載を証明する書類を見せる必要がある）。

  - 出口料金所にETCレーンがない場合
    - 一般レーンに進入し、収受員にETCカードを渡す（自動精算機が設置された一般レーンの場合は、通行券挿入口に通行券を挿入後、ETCカード挿入口にETCカードを挿入する）。入口料金所を正常に無線通行していた場合、カードに入口情報が記録されているので通行券は不要であると同時に、入口での通信時に車両情報もやり取りされているため、出口進入時点で割引対象であれば、自動的にETC割引制度が適用された金額で決済される。
- 均一料金（単純支払方式）の場合
  - 収受員にETCカードを渡す（自動精算機が設置された一般レーンの場合は、精算機のETCカード挿入口にETCカードを挿入する）。

#### ETCレーンの閉鎖

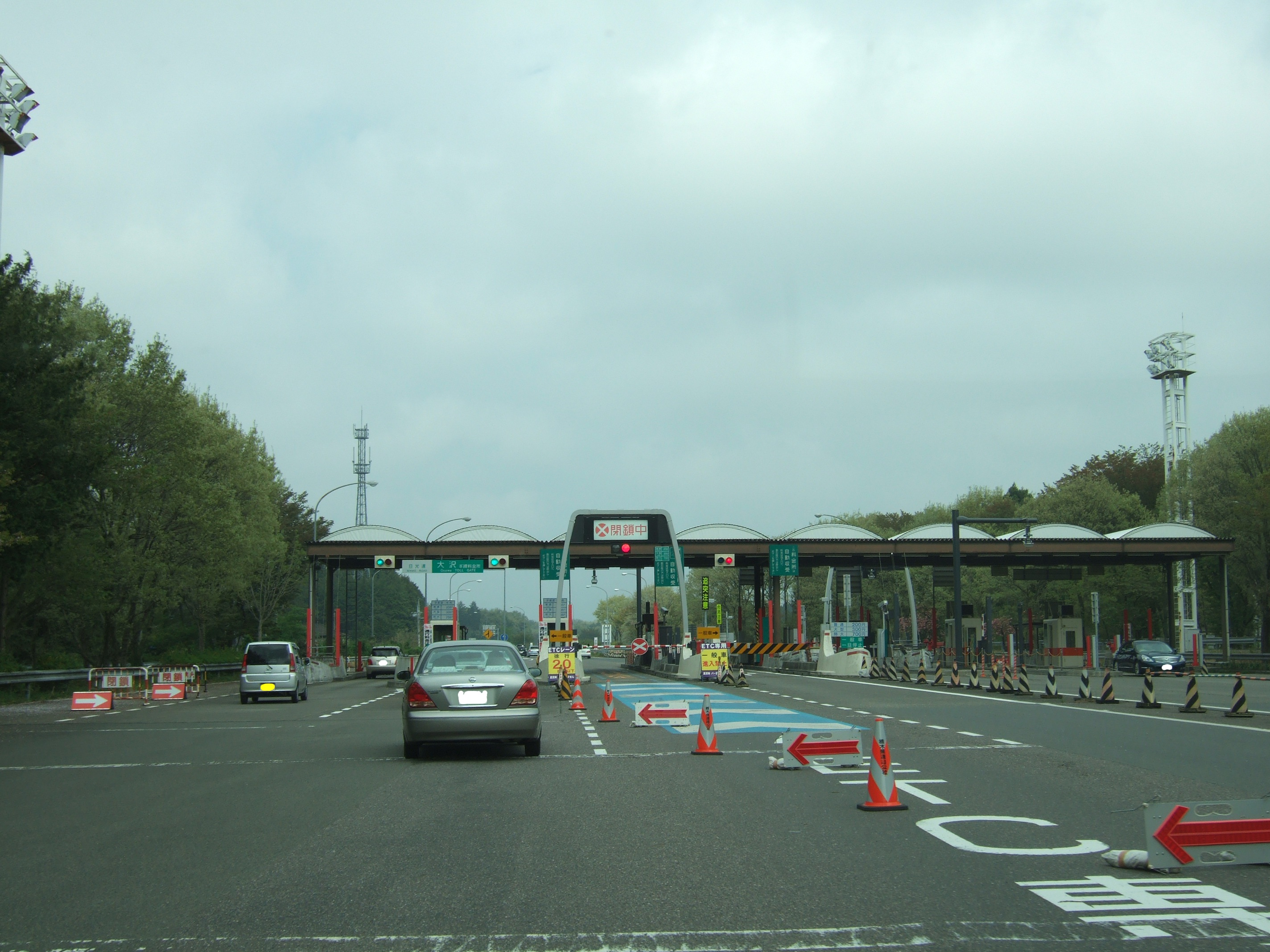
ETCレーンが閉鎖中の状況 - 日光宇都宮道路大沢料金所

ETCに対応している有料道路において、下記のような理由においてETCレーンが閉鎖される場合がある。
1. ETCカードの未挿入による通信トラブル、ETC未搭載およびカード有効期限切れ車両の誤進入
2. 車両接触等による事故
3. 路側機器の故障・点検・工事
4. 路側機器の経年劣化による故障未然防止処置
5. ハイウェイホテルでの宿泊、SA/PAでの車中泊や長時間駐車など、高速道路での滞在時間が大幅に延びた場合[39]
6. 人件費削減のため

1の理由による場合が最も多い。首都高速では、ETCカードの未挿入によるものが54 %、車載器未搭載車両の誤進入が32 %、ETCカードの有効期限切れが8 %を占めており、この3原因で94 %にのぼっている。また、3,4の理由による場合はNEXCO・都市高速各社または地方道路公社各社の公式サイトでETCレーン閉鎖情報がリリースされる。また、6の理由は利用者が少ない場所や時間帯は一般レーンを封鎖するケースが良くある。
ETCレーンが閉鎖されている場合、赤信号が点灯し、黒幕〈　　　　〉の表示や白背景赤字で「×閉鎖中」もしくは黄色背景黒文字で「試験中」と表示される。または、一部の都市高速では「×」印表示の色違い点滅や、黄色背景赤文字で「閉×鎖」（福岡都市高速及び北九州都市高速の場合）・赤背景白文字で「進入禁止」（名古屋高速の場合）・上部に黒背景赤文字で「閉鎖中」、下部に「×」（阪神高速の場合）と表示される。

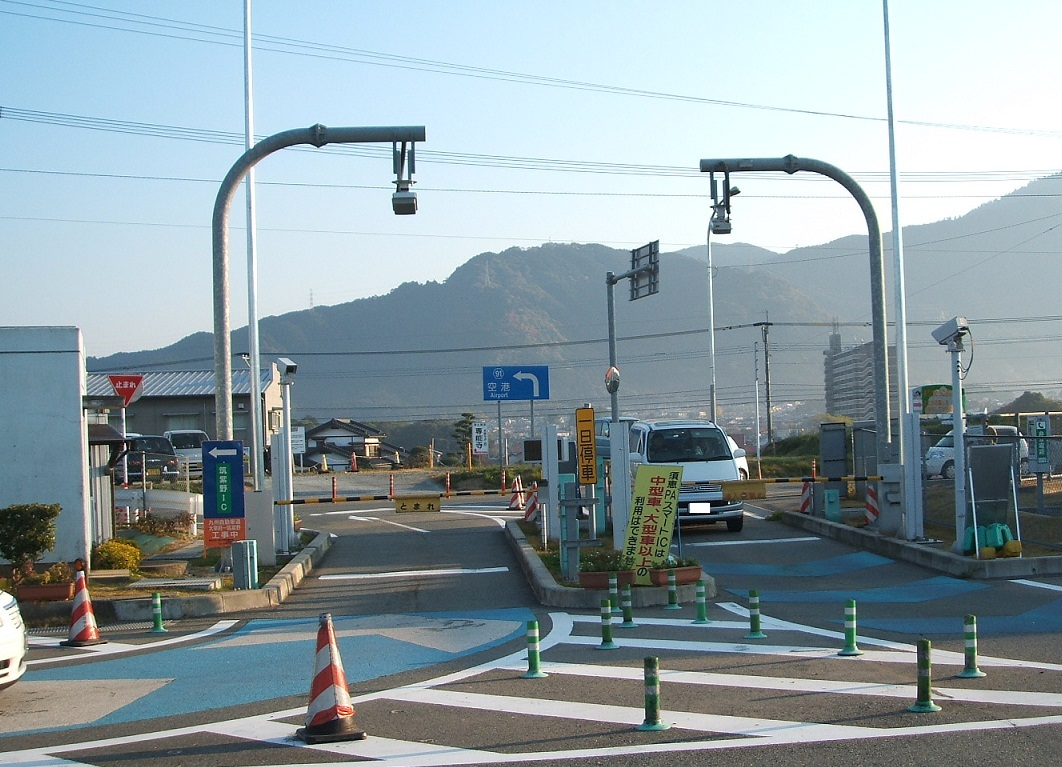
ETC専用スマートIC

#### 一旦停止型ETC
前述のノンストップタイプとは別に、通過時に一旦停止を求められるタイプのものもあり、それらはスマートインターチェンジ（一部除く）やETC対応駐車場などで運用されている。
料金所設備構成としては通常のものと比べ、発進制御棒の仕様が違っていたり信号灯や運用表示部がない（一部を除く）など簡素な造りとなっているのが特徴である。
スマートインターチェンジは、ETCが使用出来ない車両が誤って進入してしまった場合も引き返す事が出来るようUターン路などが設けられている。
また、レーンが複数ある料金所であるが中部縦貫自動車道（安房峠道路）の平湯料金所のETC専用レーンのようにバーの手前で一旦停止する必要があるタイプも存在する。

#### フリーフローETC
非ETC車両の通行料金が一定額で前払い方式を導入している道路では、料金所のない入口・出口には「フリーフローETC」が設置され、車両の出場を管理していることから、入口のETCレーンまたは入口のフリーフローETC設置箇所を通過した後も走行中は出口の一般道に合流するまでETCカードを抜いてはならない。なお、経路記録や出入口として扱うなどの場合の用途として本線上にも設置されている場合がある。
フリーフローETCシステムとは、車両を停止もしくは速度を落とさなくても料金収受が可能なETCシステムで、画像処理装置と車載器位置検出装置により通信を行い、ETCゲートが不要となり、渋滞緩和やコスト削減が期待できる次世代ETCのこと。首都高速道路や阪神高速、名二環などの一部で使用されている。また府中スマートインターチェンジの出口、山中湖インターチェンジの出入口、富士吉田忍野スマートインターチェンジの御殿場方面ランプウェイ上でも使用されている。

## ETCが利用できない道路
高速自動車国道と都市高速道路ではETC整備が完了しており、全ての料金所でETC無線通行またはETCカードでの支払いが可能となっている。しかし、それ以外の有料道路ではETCカードすら利用できないところが多い。設置しない理由は、ETC無線通行を導入するためには、1レーン当たり1億7千万円の設置費がかかり、メンテナンス費用も高額なためである。解消のため、ネットワーク型ETC技術を使用した設置が安価なワンストップ型ETC（「ETCX」や「ETCGO」）の導入が進められている。
外見はNEXCO管理の高速道路や有料道路のように見えても、実際の管理は各府県の道路公社が行っている場合もあり、ETCの利用可否を事前に確認する必要がある。ETCが使えない道路では起点や料金所手前予告標識に「ETCは利用できません」と書いてあるところもあれば、料金所で初めてその旨の標識を置いている所もある。

## 二輪車用ETC

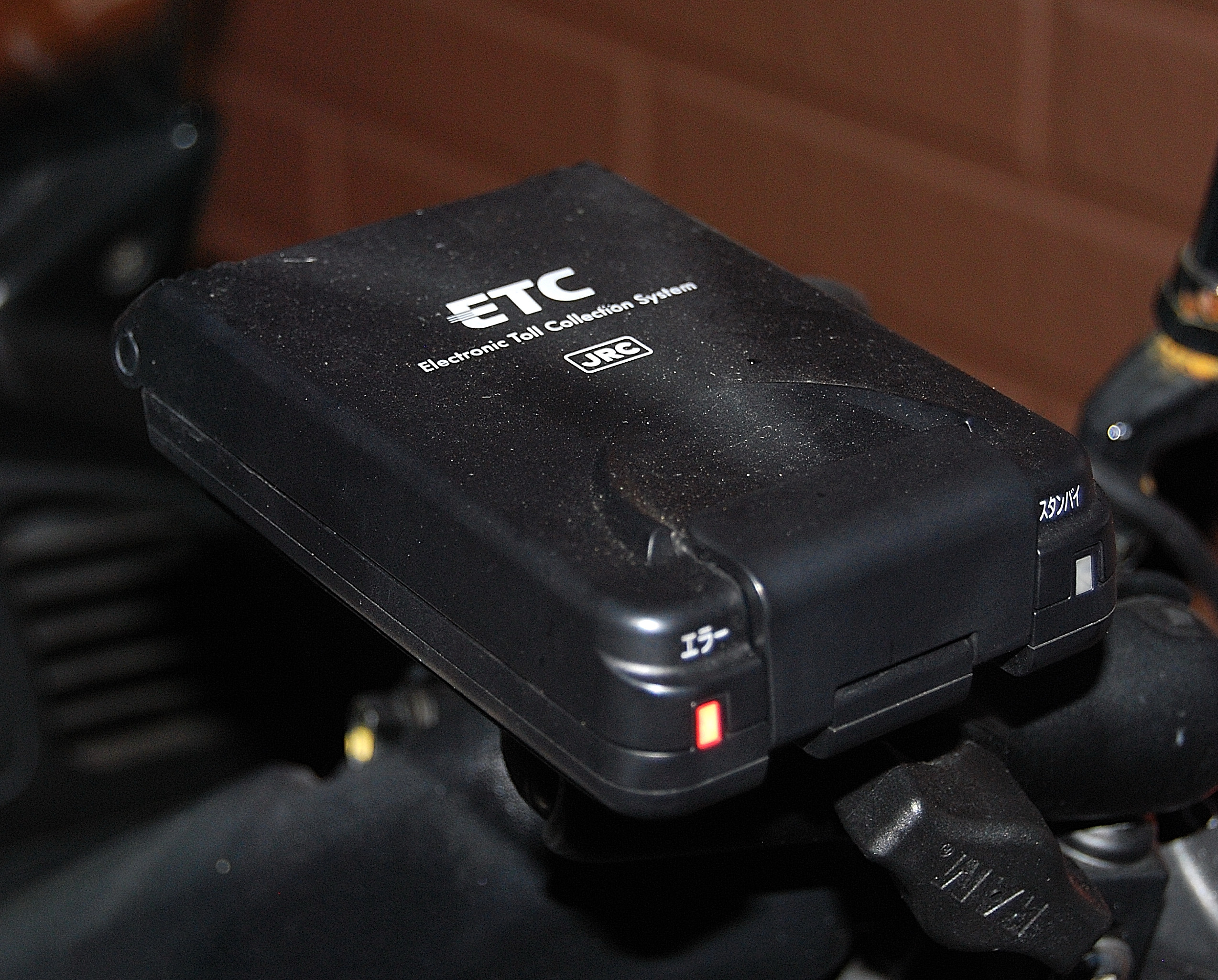
ETC二輪車用車戴器 本体部（日本無線JRM-12、アンテナ一体型）

2020年現在、二輪車用車載器は日本無線(JRC)とミツバサンコーワ及び本田技研工業株式会社が開発し、販売している。ETC車載器を販売しているバイクメーカー等は同社からOEM供給を受けている。
発売当初はアンテナ分離型の1機種のみであったが、アンテナ一体型の機種が2008年10月に発表された。
車載器の取り付けは、車載器取扱店で行う必要があり、四輪車のようにセットアップ済車載器を購入して利用者が取り付けることは認められていない。また、ETCカードの発行・車載器の取り付け・セットアップが1か所で完了するETCワンストップサービスも行われていない。ORSE（道路システム高度化推進機構・当時）及び各道路会社による期間限定で車載器導入の助成措置が行われていたが、それでも導入コストが高く、四輪車用車載器で見られた0円キャンペーンなども行われなかった。
このように四輪車に比べてETC導入時のコストが高く、セットアップ時のサービスが悪いこともあって普及率は低い。二輪車ETCの一般運用が始まった翌年の2007年に行われた日本二輪車協会（現：全国二輪車安全普及協会）のアンケートで「ETCを利用している」と答えたのはわずか8.3%であった。また、2013年時点で四輪車は87.6%の普及率に対し、二輪車は13%程度にとどまっている。これに対して国土交通大臣が、二輪車のETC利用の推移が「極めて低い」と普及が遅れていることを認め、普及促進について発言がなされた。
四輪車のETCと同じシステムを使用しているため、ETCに対応している道路は四輪車と同様に通行することができる。何らかの理由でバーが開かなかった場合、後続車の追突が重大な事故につながる危険性が高いため、二輪車用のレーンを設置している料金所もある。
通常の四輪車用レーンを通過する場合は、エラーの発生時に通り抜けられるよう、バーの隙間部分を通行するのが好ましい。なお、エラーが発生した場合には停止した二輪車に他の車両が追突する事故を防止するため、路側表示器に「2輪ETC退避」と表示される。二輪車は停止せずバーを避けて通過後、安全なところに停車し申告することが求められる。

### 導入までの経緯
2001年に四輪車のETC一般運用が開始されてからも、二輪車におけるETCの運用は目処が立っていなかった。同乗者がいたり、あらかじめダッシュボード等に通行券や現金を用意できる四輪車と異なり、二輪車での手渡しによる料金支払いは面倒であるため、二輪車へのETC導入を求める声は大きかった。
ETC利用の料金優遇が、ETC車載器による無線通行のみに限定され、ETCカードを手渡ししての支払いは対象外になった結果、時間帯によっては割引が適用された大型車よりも、車載器が存在しない二輪車の通行料金の方が高額となっていた。特例措置として2007年11月30日まで、二輪車の利用者は一部のETC割引を車載器なしで受けることができた。なお、車載器を持たない利用者向けのETCマイレージ割引の新規登録は2006年11月30日までで終了している。
二輪車用車載器は、小型で防水性・耐振動性を備える必要があるため、技術的課題が多くコストがかさむ。しかも、ユーザー数が四輪車よりも少なく市場規模が小さい。そのため、積極的に開発に取り組んだメーカーは少なく、二輪車用ETCを発売したのは当初JRC1社のみだった。
エラー時に開かなかったバーへの接触転倒を防止するため通過が可能なようにバーを短くし、二輪車専用レーンや誘導標示などの改修をおこない、四輪車の一般運用開始から3年以上が経った2005年4月28日、バイク便などのプロライダーが参加しての試験運用実施 ののち、同年11月1日、道路新産業開発機構(HIDO)がおこなった、首都圏・名古屋圏・近畿圏の三大都市圏で5,000台の一般モニターによる試行運用を経て、四輪車から遅れること約5年後の翌2006年11月1日に一般運用が始まった。

### 二輪車ツーリングプランの設定
ETC車載器を装着した二輪車のみを対象としたETCの割引制度として「二輪車ツーリングプラン」が2017年（平成29年）より設定された。二輪車の高速道路の利用によるツーリングの需要を喚起し、それによって各地の観光地やツーリングスポットの活性化と高速道路の利用促進を図ることを目的としていると発表されている。このプランはインターネット上で事前申請を行い、その設定されたエリア内であれば、一定料金で乗り降りを自由に行うことが出来るものである。
初回となる2017年は東日本高速道路と中日本高速道路の共催により首都圏限定4コースで行われた。約5万件の利用があり、四輪車の周遊プランを抑えてトップクラスの売り上げであったという。2018年には昨年の2社に加え西日本高速道路、京都府道路公社、兵庫県道路公社の道路も対象に加わり、全国14コースに拡大。約7万8500件の利用があった。2019年（令和元年）には首都圏、中京圏、関西圏、九州、北海道、四国に全19コースが設定された。2020年（令和2年）については新型コロナウイルスの流行により設定されるめどが立っていない。

## ETC割引制度
NEXCO各社管轄の高速自動車国道や首都高速、阪神高速、名古屋高速等の都市高速道路をETC搭載車が、ある特定の条件で利用すると通行料が割引になる。

### ETC車載器リース制度など
国土交通省が創設し、2005年4月28日から2008年度まで毎年施行されていたETC車載器購入者を対象とした助成金制度。「四輪車ETCらくらく導入キャンペーン」と銘打って行われており、平成20年（2008年）度は7月31日まで、先着20万台限定でETC車載器1台当たり5,250円の助成金を給付することとされたが、同年6月5日に20万台に達したため、このキャンペーンは終了した。
実際の運用としてはETC車載器リース制度取扱い店が購入者に代わって助成金を受け、その分購入者に割引して販売しているケースが多かった。リース制度という名称となっているが、実質は割賦・分割販売がほとんどであり、助成金給付の条件としては「2年以上、2回以上の支払い」となっている。
同様の制度は二輪車でも行われていた。2006年11月1日 - 2007年1月31日の期間限定で、限定数はなく、ETC車載器1台あたり1万5,750円の助成金を給付された。「二輪車ETCらくらく導入キャンペーン」と銘打って行われており、2008年度は2009年1月30日まで、先着2万台限定でETC車載器1台あたり1万5,750円の助成金を給付する。当初は1万台限定だったものが、好評だったために、高速道路6社からの協力を得て1万台を追加したもの。この二輪車対象の助成制度も、2008年10月14日に終了した。
また、2009年3月12日より高速道路交流推進財団による助成制度が施行された。助成額は2008年までの助成制度と同額の四輪車5,250円、二輪車1万5,750円。四輪車に対する助成は115万台に達したので、2009年4月28日に終了した。二輪車に対する助成も5万台に達したため、同年7月9日に終了した。
二輪車に対する助成制度は継続的に実施されており、告知された場合、主催者の予想を上回る速度で申し込みが発生し、予定台数を早々と達成して早期終了することが多い。2016年に実施されたNEXCO三社が主催した二輪車向け助成キャンペーンでは、ETC車載器1台の新規購入に対して15,000円を助成するという内容で、先着50,000台の枠が用意され、4月26日より受付を開始したが、6月末には早くも助成枠が払底する状態となった。しかし、7月以降に日本無線からETC2.0対応機器の発売があったことなどを理由に予定台数を超過している中で受付を引き続き行い、8月31日まで受け付けた分については台数にかかわらず助成金を交付する旨の発表を行っている。

## ETC普及に伴う問題

### ETCレーン走行時の事故と対策

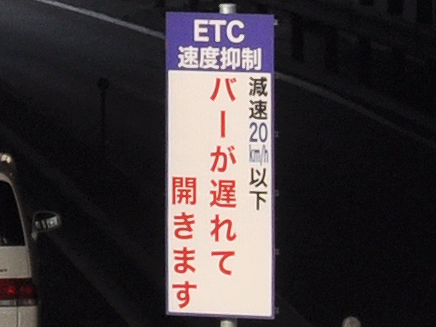
バーが遅れて開くことを知らせる標識

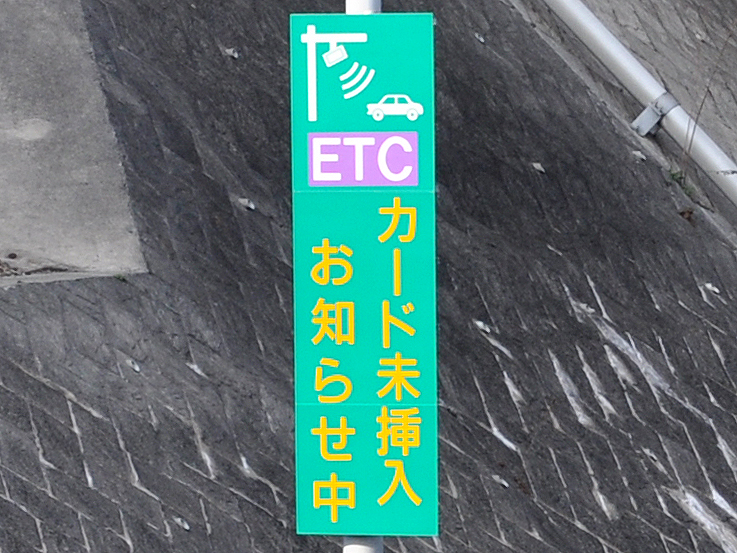
ETCカード未挿入を知らせるアンテナの標識

開閉バーは通信不良や車載器・路側機の故障・装着ミスなどで開かないことがある。また、環状のルートを経由しUターンしたような状態で、最初に入ったICから出るか、進行方向が限定されるICにおいて車両の走行ルートとの整合がとれない場合も開閉バーは開かないことがある。車両が電波を乱反射させることによって起こるマルチパス、利用の周波数がISM機器やアマチュア無線と共用のために起こりやすい混信によって通信不良があり、常に確実な通信ができることは保証されていない。さらに、ETCカードの入れ忘れや有効期限切れなどでバーが開かず、後続車に追突される事故も発生している。
利用規程には、開かない場合に衝突しないように通行するよう定められており、開閉バーが開かずに衝突などの事故が発生した場合、開かない原因が運転者にない場合でも事故の責任は一般に運転者が負う。例えば開閉バーを折損した場合、標準的な物で1本あたり6万5,000円を請求されることがある。なお「ETCゲート車両損傷お見舞金制度」のあるETCカードもある。
また、安全速度の20 km/hを越えた危険な速度で通過しようとしてバーが開かないために急ブレーキをした場合、違反行為となる。これによって後続車が追突した場合、交通事故の刑事、民事、行政責任を問われる。また、追突した側も責任を問われる。安全な速度でETCレーンに進入することのほかに、進入前に何らかの方法で車載器がカードを認識しているか確認する必要がある。また、一部区間では、ICの直前にカード未挿入を知らせるためのアンテナが設置されている場合もある。また、NEXCO3社では安全対策として、ETCレーンのバーの開閉速度を0.5〜1秒遅くし、過剰な速度での通行ができなくする対策を2009年3月下旬から順次開始した。
料金所の構造によっては、交代などで収受員がレーンを横断する場合がある。その際通過する車両に接触、衝突される事故が2001年のETCシステム稼動（導入）以来2006年までに27件発生し、この中には死亡事故も含まれている。2009年現在、各高速道路会社は対策として、収受員専用の歩道橋や地下通路を料金所に設置する等の料金所安全対策工事を進めている。

#### 通行速度について
通信に利用する周波数は5.8GHz帯で、ISMバンド、アマチュア無線と共用している。通信速度は1,024kbpsで、ASKを使ったDSRC（Dedicated Short Range Communication：専用狭域通信）という通信方式が使われている。設計条件として「フリーフローETC」は180km/h、料金所のETCレーンでは80km/hの速度で通過しても通信が可能である。
しかし、ETCカードの挿し忘れや通信エラーなどで開閉バーが開かない場合、衝突せずに停止するためにはさらに低速で通行する必要があり、20km/h以下の低速で料金所を通過するよう周知活動を行っている。しかし速度超過でのレーン進入に起因するETCブースや開閉バーを破壊する事例が相次いだため、多くの高速道路会社で開閉バーの開くタイミングを遅らせることで、過剰な速度での料金所通行を防ぐ対策を実施している。

### 不正通行の増加
ETCレーンでの不正通行は、以下のように3分類される。うち、強行突破が9割程度を占める。
- 車種格下げ強要：自動車検査証に基づく料金車種区分で、普通車から中型車のように、車載器を載せ替え前より料金の高い車種区分の車に載せ換えたにもかかわらず、車載器の再セットアップを行わず不正に料金所を通行する
- 料金所の強行突破
- 車載器未搭載：車載器を搭載していないにもかかわらず、搭載していると虚偽の申告をして、ETC割引を受ける

ETCがあまり普及していなかった2001年度の不正通行車は、以下いずれも延べ数で、日本道路公団で9万9,276台、首都高速6万6,160台、阪神高速11万7,146台、本四連絡橋813台で、合計28万3,395台だった。ETC通行車両全体に占める不正通行車の率（不正通行率）は0.1%程度であり、鉄道におけるキセル乗車率に比べると相当小さいものである。
国土交通省によれば、高速道路の不正通行件数は2001年に約28万3,000件、2003年度に約47万1,000件、2004年に約69万件、2005年に94万8,000件と急増。2006年にはETC利用率が2001年度の利用の60%を超え、約96万1,000件となった。これはETC専用ゲートの設置により心理的に料金所の突破がしやすくなったためではないかとされている。
また、2010年に入って、前方を走る車（主に大型自動車）にピッタリと付く形で追走する「カルガモ走法」と呼ばれる手口で、ETCの支払いを免れていた人物が逮捕されている。
以上のような不正通行により、道路整備特別措置法違反（30万円以下の罰金）や電子計算機使用詐欺で検挙・書類送検・起訴される事例が発生している。
京都市内の僧侶がETCの不正通行を行ったとして検挙された事例では、一審の京都簡裁は、故意に不正を行ったかには合理的疑いがあるとして被告人を無罪としたが、二審の大阪高裁は、カードが誤って挿入されていたことに気付くことは可能だったとして、被告人の故意を認定し、罰金200万円の逆転有罪判決を言い渡した。さらに2013年2月に最高裁で確定した。

### 時間制割引制度の利用に伴う問題
ETCレーンを通過した時刻によって適用される割引率が変化するため、対象時刻の直前になると、本来禁止されている路肩への停車や、料金所手前の本線で大きく減速する車両が増え始めた。長距離を走行する大型車両では割引率によって輸送コストが大きく異なるためにこの問題は顕著に発生しており、普通に通過する車両との速度差によってその危険性が指摘されている。

### 暴力団関係者の利用
暴力団関係者らは銀行口座の開設やクレジットカードの取得が事実上できないため、ETCパーソナルカードを使用する事例がみられた。しかし高速道路6社は、2023年3月から暴力団関係者の利用申し込みを拒絶できるように利用規約を変更、暴力団関係者が所有するカードの利用停止と会員資格を取り消す処分を行った。これを受けて同年5月、愛知県の暴力団幹部は暴力団関係者であることを理由にETCパーソナルカードを使わせないのは違法だとして、高速道路6社と国を相手取り、会員資格取り消し無効の確認と損害賠償を求める訴訟を名古屋地方裁判所に起こした。

### スプリアス規格の変更（2022年問題）
スプリアスとはETC車載器を含む電子機器から発射される電波のうち、高調波、低調波、寄生振動などにより発生する目的外の電波のことで、電波障害の原因となるため、電波法でその強度が制限されている。世界無線通信会議は、電波障害の対策としてスプリアス発射の強度の許容値を改正した。これを受けて日本でも2005年12月1日に無線設備規則を改正し、旧規則に基づく無線設備（旧スプリアス規格の無線設備）の使用期限を2022年11月30日までと定めた。しかし、新型コロナウイルス感染症によるパンデミックにより、「新スプリアス規格」に適合した無線設備の製造や移行作業に遅れが生じたため、旧スプリアス規格に基づく無線機器の使用期限は「当分の間」に延長された。
使用期限を過ぎた場合、電波法第110条（技術基準に適合しない無線設備を使用）、電波法第108条（公共性の高い無線局に影響を与えた場合）により、懲役もしくは罰金刑となる可能性がある。

### 暗号化方式の脆弱性 （2030年問題）
ETCの暗号化方式を定めた「ノンストップ自動料金支払いシステムのセキュリティ規格書」が非公開のため、詳細は明らかになっていない。今のところ暗号の脆弱性を突かれて悪用されたとのニュースはないが脆弱性を放置することもできず、国土交通省は暗号化方式の変更を公表した。これにより初期のETC2.0車載器を含めて多数の車載器が2030年までに使用不能となる。引き続きETCを使い続けるためには利用者がETC車載器を買い換えなければならない。ファームウェアアップデートによる新規格対応は案内されていない。

## ETC2.0

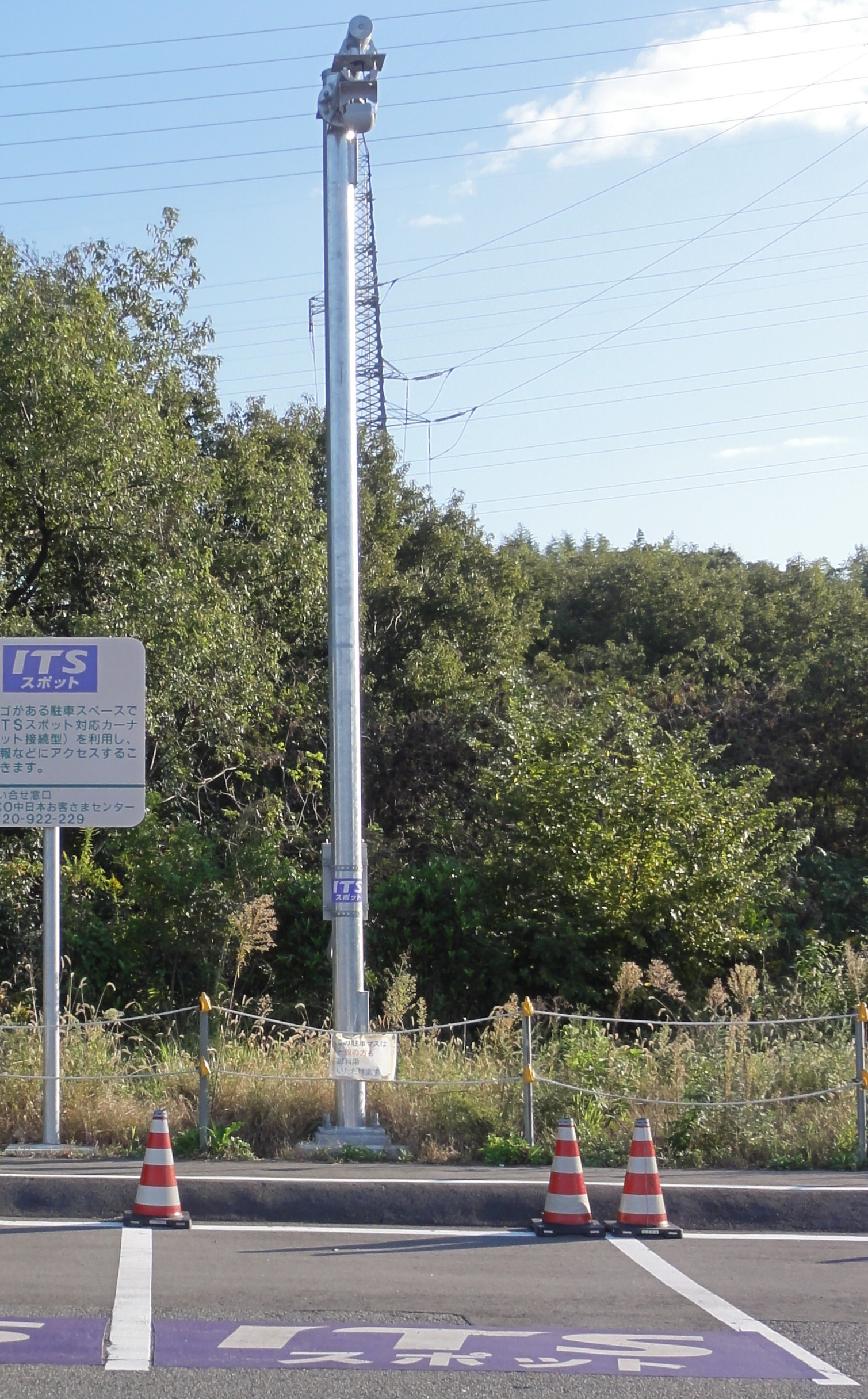
SAに設置されたITSスポット

ETC2.0とは、道路沿いに設置されたITSスポット（ETC2.0サービスが行われる場所）と対応車載器（DSRC通信対応機）との相互通信、高速・大容量通信により、従来より広範囲の渋滞・規制情報提供や安全運転支援などが受け取ることのできるサービスである。
サービス開始時にはスポット通信サービス・DSRCサービスなどと呼ばれていたが、2014年（平成26年）10月、「ETC2.0」の名称へと改められた。
2011年（平成23年）3月30日から、東北地方と新潟・関東地方の一部を除いた日本全国およそ1,300局のπ/4シフトQPSK基地局でサービスが開始、同年8月12日には日本全国およそ1,600局で利用可能となった。
約50か所のSA、PA、道の駅に設置された「ITSスポット」と呼ばれる特別な駐車枠で、インターネットに接続して情報を得る事ができた（2024年3月31日サービ終了）。

### ETC2.0の沿革
2009年
- 1月22日 - DSRC車載器による実験モニターを募集開始。

2010年
- 「スポット通信サービス・DSRCサービス」と呼ばれていたサービスを「ITSスポットサービス」と表現する」と発表。

2011年
- 3月30日 - 北海道、関東（NEXCO中日本及び首都高速管内）および中部以西でのITSスポットサービスを開始。
- 7月14日 - 関東地方のNEXCO東日本管内での東日本大震災の影響で延期していたITSスポットサービスを開始。
- 8月12日 - 東北地域での東日本大震災の影響で延期していたITSスポットサービスを開始（全国でのサービス開始）。

2013年
- 11月1日 - 走行経路確認社会実験モニターを募集。

2014年
- 10月3日 - 名称を「ETC2.0」に変更。

2015年
- 11月27日 - ETC2.0車両運行管理支援サービス社会実験モニターを募集。

2016年
- 4月1日 - ETC2.0割引を首都圏中央連絡自動車道で導入。

2017年
- 5月27日 - 高速道路から休憩施設への一時退出を可能とする「賢い料金」の実証実験を道の駅玉村宿にて開始。

2021年
- 5月1日 - ETC2.0割引を東海環状自動車道でも導入。

2024年
- 3月31日 - スマートフォンやWi-Fi環境の普及に伴い、ETC2.0サービスによるIP接続サービス終了。

### サービス内容
サービスは大別すると4つある。
ETC
すべてのETC2.0対応車載器（旧称・DSRC車載器）にETC機能が搭載されているため、ETC車載器として利用することが出来る。ETC2.0独自のサービスとして、ITSスポットでの双方向通信による経路情報を活用した下記のサービスがある。
「賢い料金」社会実験（一時退出）
全国28箇所の道の駅で、道の駅利用時の一時退出が規定の時間以内であれば追加料金なしで利用できる。
ETC2.0割引
ETC2.0搭載車で首都圏中央連絡自動車道または東海環状自動車道を走行した場合、走行料金を割引するサービス 。
渋滞回避支援（ダイナミックルートガイダンス）
VICSの実装の1つである。ITSスポットで使用される5.8GHz帯電波ビーコンは、元々VICSで用いられていた2.4GHz帯電波ビーコン・光ビーコンよりも通信容量が多いため、より広範な地域の交通情報が得られる。車載器とETC2.0に対応したカーナビゲーションとを接続している場合、情報を元に最適ルートの選択を行い、ドライバーの渋滞回避を支援する。
安全運転・災害時支援
ITSスポットから「渋滞、追突注意」「落下物」「急カーブ」「事故・規制」「トンネル出口の天候」など平常時の情報や、「地震・津波」など災害時の情報を発信し、当該箇所付近で読み上げ音声と図や撮影画像（発話専用機種では音声のみ）で案内する。
インターネット接続サービス（終了）
サービスエリアなどに設けられた専用駐車マスに設置されたITSスポットを通じてインターネットに接続し、地域観光情報などの入手が可能なサービスである。スマートフォンやWi-Fiの普及により利用が減少し、2024年3月にサービスを終了した。

### ETC2.0対応車載器
サービスを利用するには、ETC2.0に対応した車載器（DSRC車載器）が必要で、ETC同様（一財）ITSサービス高度化機構（ITS-TEA）に登録された店舗にてセットアップを行う必要がある。
ETC2.0に対応するカーナビゲーションと連動させることで、これらの情報が画面に表示される。インターネット接続では地図情報のほか、映像・音楽配信のサービスも検討されている。

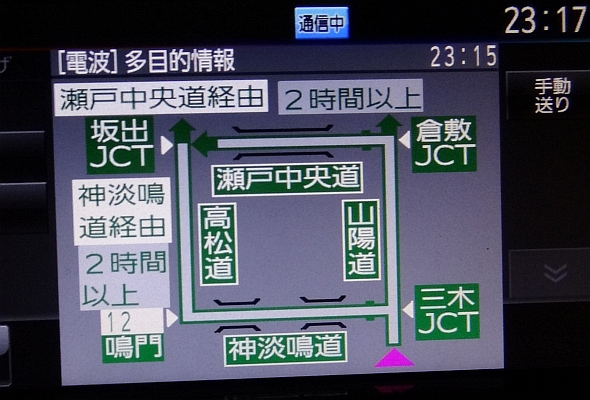
多目的情報（山陽自動車道）
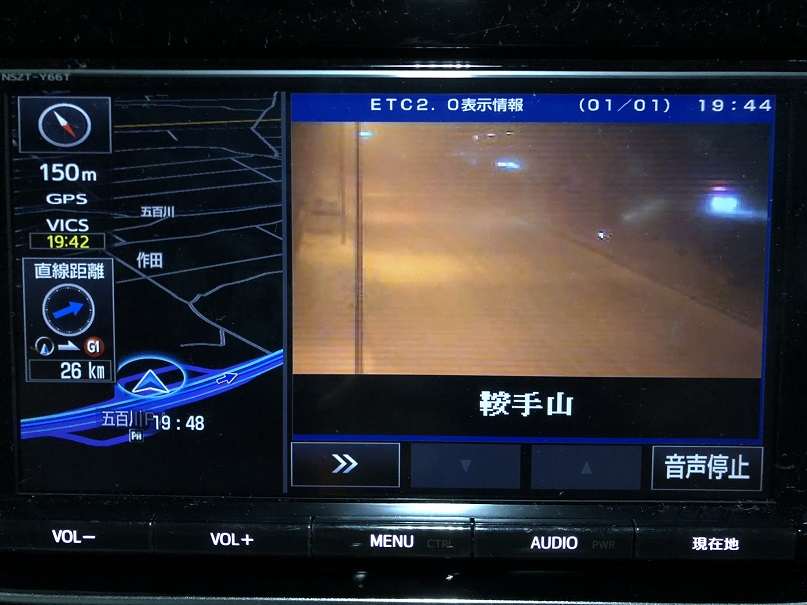
ETC2.0で受信した路面情報（磐越自動車道）

また、カーナビゲーションを必要としない発話型車載器も発売されており、情報は音声によって読み上げられる。映像出力されないため、画像情報サービスは受けられないなど、一部機能の制約がある。
ETC2.0の特徴としては、双方向の大容量高速通信というものがあり、GPSで測位した位置、ブレーキなどの車両の動きを送信することが出来る。このデータには匿名化された統計的に処理されるデータと、車両所有者の同意を得て車両を特定する形で利用される特定プローブデータと呼ばれるデータがある。特定プローブデータを利用し路側機で吸い上げた情報を事業者を通して配信することにより、トラックなどの運行管理や運転指導が可能である。特定プローブデータ送信が可能なETC2.0車載器は業務支援用ETC2.0車載器と呼ばれ、特車ゴールドや新制度の特殊車両通行確認に必要とされる。

## ETC多目的利用サービス
ETCシステムを活用した決済サービスは、有料道路以外でも一部に導入例がある。
2019年11月11日「ETC多目的利用の利用に関する要綱」が定められた事により、ETCカードの有料道路以外利用の商業化が可能となった。

### ネットワーク型ETC技術
通常のETCでは路側機側に処理システムが存在するため車載器と路側機との1対1のやりとりのみだが、ネットワーク型ETCでは路側機側に処理システムは存在せず遠隔地のサーバ上で処理を実施する点で通常のETCシステムとは異なるものである。具体的には車載器から路側機に情報が伝達された後に路側機から情報処理機器、情報処理機器で処理した後、結果が路側機に返却される仕組みとなっている。
路側機に高額な処理機器を持たせる必要が無いため、設備がシンプルであり、設置費用、維持費用ともに通常のETCシステムより大幅に安価で導入する事が可能となる一方、遠隔地サーバとの往復の通信が行われるためノンストップは実現できず、1秒未満ではあるが一時停止が必須のワンストップ型として実現している。

### 2000年代の展開
過去には、2003年9月から、丸ビル駐車場にて初めて導入された。また、2005年より駐車場ETC社会実験が実施され、会員登録の上で3箇所にて行われた。パーク24も「タイムズETCサービス」を提供していた。阪神高速道路でも「まちかどeサービス」を開始した。
一時、「IBAサービス」と呼ばれるサービスとしてジャンボフェリーや箱根ターンパイクなどでも導入されていたがサービスが終了した。

### 2013年以降の展開

#### 「ETCX」と「ETCGO」
2013年6月14日に閣議決定された「世界最先端IT国家創造宣言（当時）」に基づき、国土交通省の協力も得て高速道路各社が駐車場などでETCを利用できると称する実験を行い、2020年、ETCソリューションズがNEXCO中日本と提携しファーストフードのドライブスルーで実験を行い、2021年4月28日から会員登録制の「ETCX」としてサービスが行われている。一部有料道路での利用も開始されているが、事前登録されたクレジットカード決済でありNEXCO等の有料道路のETCとはやや異なるものとなっている。なお、2023年4月3日時点でのETCXを利用できる施設は日本全国で11箇所となっている。
一方で2023年11月26日より、アマノが首都高速道路と提携し「ETCGO」としてサービスが行われている。「ETCX」と異なり会員登録不要を謳っているもののETCX同様に使用可能なカードは限定されている。
2025年3月18日現在ETCGOを利用できる施設は日本全国で3箇所となっている。
多目的利用の名の通り有料道路以外での利用を前提に推進されたものだが設置が安価という事でETCX、ETCGOともに有料道路での採用が先行している。

#### ETC多目的サービスを利用できる有料道路
- ETCX：アネスト岩田 ターンパイク箱根、伊豆中央道、修善寺道路、熱海ビーチライン、鳥飼仁和寺大橋有料道路、松島有料道路
- ETCGO：三郷流山橋有料道路、三浦縦貫道路、逗葉新道[107]

#### その他（実証実験など）
上記の2例の他、パーク24がNEXCO東日本と提携し、2018年に日比谷駐車場にてモニターでのネットワーク型ETCシステムによる試験を実施した他、阪神高速道路もETC多目的利用サービスへの参加を表明している。

## ETC機器製造・販売者

### 車載器
デンソーとパナソニックの上位2社でシェア6割を占める。
- デンソー - 主力は車両メーカー向け
- パナソニック オートモーティブシステムズ[113]
- 三菱電機
- ミツバサンコーワ - 二輪車向けも製造。電装大手ミツバの関連会社
- 古野電気 - 自社製造に加え、事業譲受された三菱重工製車載器の保守も行う
- 日本無線 - 二輪車向けも製造
- マレリ - 旧・カルソニックカンセイ。販売は子会社のマレリアフターセールス（旧・シーケー販売）が行う

以下は自社製造ではなく、OEM供給を受けて販売している。自動車メーカーの純正品（ディーラーオプション）として販売されているものは、上記のメーカーからの供給品である。
- アルパイン
- クラリオン
- ダイハツ工業 - デンソーおよびパナソニックより供給を受けている
- トヨタ自動車 - デンソーおよびパナソニックより供給を受けている
- パイオニア - 三菱電機および古野電気より供給を受けている
- SUBARU（旧・富士重工業）
- デンソーテン（旧・富士通テン）
- ホンダアクセス - 三菱電機およびパナソニックから供給を受けている
- 日産自動車 - パナソニックから供給を受けている
- マスプロ電工
- 矢崎総業 - デンソーおよび古野電気より供給を受けている。かつてはパナソニックおよび三菱重工業から供給を受けていた[注釈 15]
- NECアクセステクニカ[114][115]

#### かつて製造していたメーカー
- 日立製作所
- 三菱重工業 - 国内車載器事業は古野電気に譲渡

### 路側機
- 三菱電機
- 三菱重工業
- 沖電気工業
- パナソニック
- 日立製作所
- 日立国際電気
- 東芝

### 車両検知器
- 富士電機

## 諸外国におけるETCに類する電子課金システム
各国でETCに相当する電子課金システムが運用されているが、料金所にバーがないシステム、車載器を必要としないシステムなどもあり、ETC方式とは異なる。

### イタリア
1989年に、イタリアのアウトストラーダでテレパス (TELEPASS) という無線式料金収受システムが導入され、後のETCの先駆けとなった。

### 中国
中華人民共和国では全国の高速道路で導入が完了し、シンガポールおよび日本のETCと基本的には同じである。料金の徴収方法が日本とは違い、スマホアプリと連動したチャージ式決済、事前登録したクレジットカード決済、銀聯カードと連動した決済方法が選べる。また、車載器は国から無償供与され、専用スマホアプリを使って車両所有者が自分で無償セットアップを行える。そして、普及台数は既に1億台を超え、有料道路の電子課金システムとしては世界一の普及台数となっている。

### 韓国
大韓民国ではハイパス (Hi-pass) という名称で導入され、高速国道全路線と大部分の有料道路通行料の決済に使われている。料金制は先払い制と後払い制が混用されている。

### アメリカ
アメリカ合衆国では基本的に「高速道路」(Highway)は無料であるが、一部に有料道路もあり、そのほか橋・トンネルなど通行料金を設定している箇所でETCと同様のシステムを導入している。それ自体は全米的に統一されておらず、各州がいくつかのシステムを導入しており、カリフォルニア州では「FasTrack」、フロリダ州では「Sun Pass」といった具合である。最大規模のものはニューヨーク州、マサチューセッツ州、ニュージャージー州、ペンシルヴァニア州、デラウェア州、メリーランド州、ウエストヴァージニア州などで導入されている「E-ZPass」である。
カリフォルニア州の「FasTrack」は主に高速道路の優先レーンや橋の課金に使われており、利用者は州のDMV（陸運局）の外郭サービス機関にクレジットカード番号と使用自動車のライセンス番号などの情報を送ると、無料で車載トランスポンダ（「タグ」と呼ばれる）が送られてくる。タグは電池方式の完全独立・可搬式で取り付け工事などは不要であり、利用者は普段は車のグローブボックスに収納して地上局通過時のみ取り出したり、ダッシュボードに両面テープや面ファスナーで固定したりする。利用料金は$30程度を単位とするデポジット方式で、残高が一定額（$10程度）を下回ると自動的に登録クレジットカードから支払われる。開閉ゲートはないので減速は不要で、頭上の地上器とタグが交信できないとライセンスプレートの写真が自動撮影され、ライセンス番号に一致するタグの登録がないと後日罰金を含めた支払請求書が送られてくる。ライセンス番号に登録されたタグがあればその口座に課金され、1台のタグに複数のライセンス（車）を登録することも可能なので、例えば1台の物理タグしかなくても家族全員の使用する車それぞれでFasTrackを使用できる。

### シンガポール
シンガポールでは1998年から世界で最初の路車間無線通信によって課金を行うERPのシステムが導入されている。日本のETCはERPの技術移転であり、同等の路車間通信技術である。車載器に交通系ICカードを挿入しておくと、ロードプライシングエリアの境界に設置された路上ガントリー型ERPアンテナが、ERP車載器と通信し時間帯毎に変化するロードプライシング料金を徴収する課金システムである。

2022年、GPSおよび移動体通信SIM、DSRCはV2Xを兼ね、スマホアプリと連動するためのBluetoothを搭載した、次世代システムであるERP2の量産が始まっており、2023年に共用予定。これによって車両毎の移動状況、経路などが収集された交通ビッグデータシステムが完成することにもなる予定となっている。